# ベネズエラ

ベネズエラ・ボリバル共和国
República Bolivariana de Venezuela

国の標語：Dios y Federación
 （スペイン語：神と連邦）
国歌：Gloria al Bravo Pueblo（スペイン語）
勇敢なる人民に栄光を

ベネズエラ・ボリバル共和国（ベネズエラ・ボリバルきょうわこく、スペイン語: República Bolivariana de Venezuela）、通称ベネズエラは、南アメリカ大陸北部に位置する連邦共和制国家。東にガイアナ、西はコロンビア、南はブラジルと接し、北はカリブ海、大西洋に面する。首都はカラカス。
コロンビアと共に北アンデスの国家であるが、自らをカリブ海世界の一員であると捉えることも多い。ベネズエラ海岸の向こうには、オランダ王国のABC諸島（キュラソー島など）、トリニダード・トバゴといったカリブ海諸国が存在する。ガイアナとは、現在ガイアナ領のグアヤナ・エセキバを巡って、19世紀から領土問題を抱えている。南アメリカ大陸でも指折りの自然の宝庫として知られている。南米最大の産油国であり、原油埋蔵量は3008億バレルと推測され世界最大の石油埋蔵国と言われているが、質の問題により生産拡大には結びついていない。

## 国名
正式名称は、República Bolivariana de Venezuela。通称 Venezuela [beneˈswela] ( 音声ファイル)（ベネスエラ）。
公式の英語表記は Bolivarian Republic of Venezuela。通称 Venezuela [ˌvɛnəˈzweɪlə] ( 音声ファイル) （ヴェネズエイラ）。
日本語の表記は、ベネズエラ・ボリバル共和国。スペイン語を音写すると、レプブリカ・ボリバリアーナ・デ・ベネスエラとなる。通称、ベネズエラ。英語発音のヴェネズエラ、スペイン語発音のベネスエラという表記もある。漢字表記では委内瑞拉, 花尼日羅, 部根重良, 分額兌拉と記される。

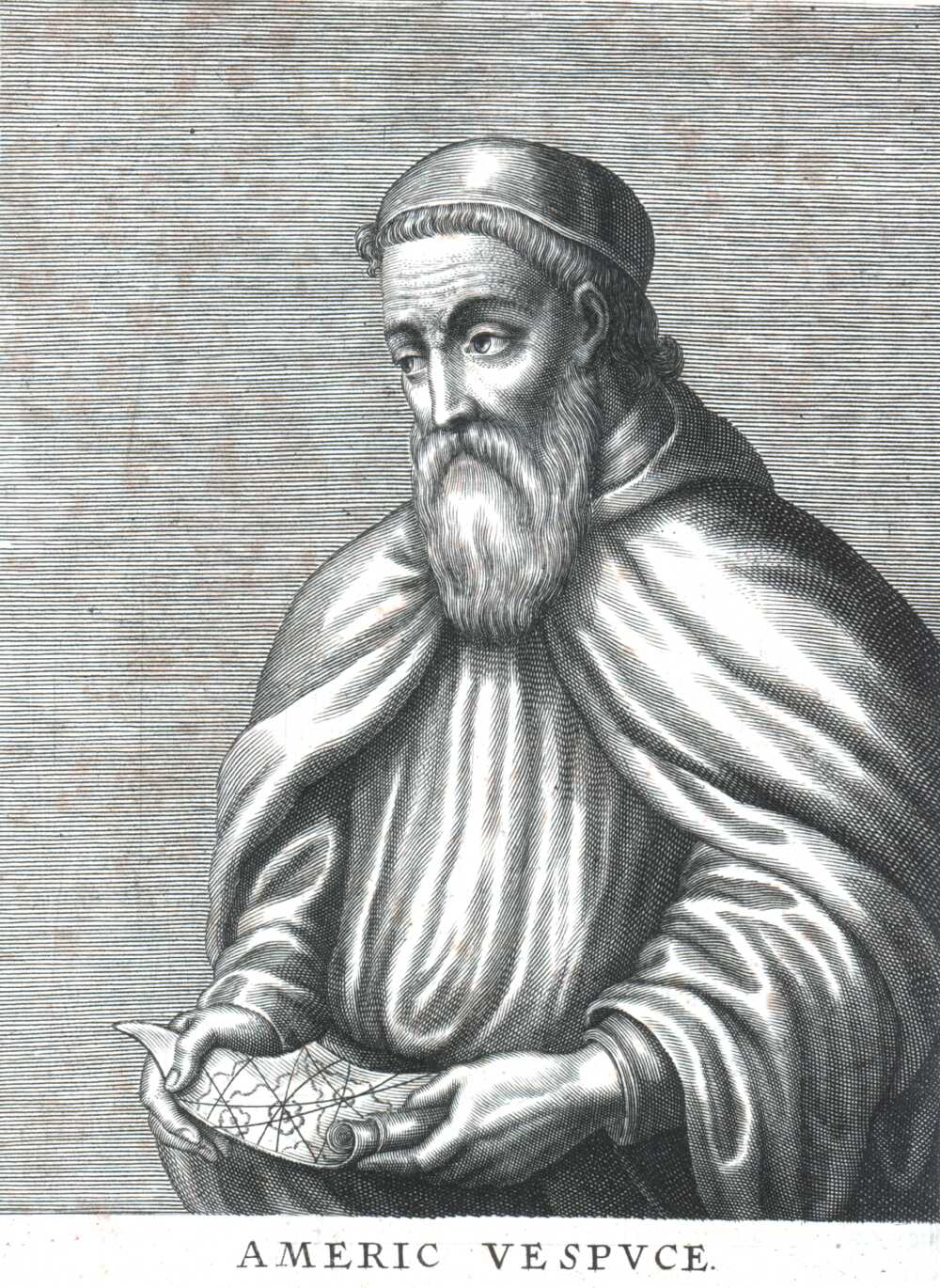
アメリゴ・ヴェスプッチ。

ベネスエラ（Venezuela）という名の由来には諸説があり、一つはイタリアのヴェネツィアに由来するというものである。1499年この地を訪れた探検者、アロンソ・デ・オヘダとアメリゴ・ヴェスプッチが、マラカイボ湖畔のグアヒーラ半島に並び建つインディヘナたちの水上村落を、水の都ヴェネツィアに見立て、イタリア語で「ちっぽけなヴェネツィア」（"Venezuola"）と命名した事によるとされている。
もう一つは、ヴェスプッチとオヘダの水夫だったマルティン・フェルナンデス・デ・エンシソが著作の"Summa de Geografía"で、彼等が出会った当地に居住していたインディヘナが当地を"Veneciuela"と呼んでいると言及しており、そこから派生して"Venezuela"になったとする説であり、この説によるとベネスエラという国名は土着の言葉に由来することになる。どちらの説が正しいかという論争は絶えないものの、現在一般的な説として人々に信じられている説は前者である。
国名中の「ボリバル」とは、ラテンアメリカの解放者・シモン・ボリバル（シモン・ボリーバルとも表記する）のことである。

## 歴史

### 先コロンブス期
ヨーロッパ人がこの地を訪れる前、この地にはアラワク人とカリブ人と狩猟と農耕を行うインディヘナが居住していた。タワンティンスーユ（インカ帝国）の権威は及ばなかったが、コロンビアのムイスカ人の影響を受けていた。この地から多くの人間がカリブ海諸島に航海していった。

### スペイン植民地時代

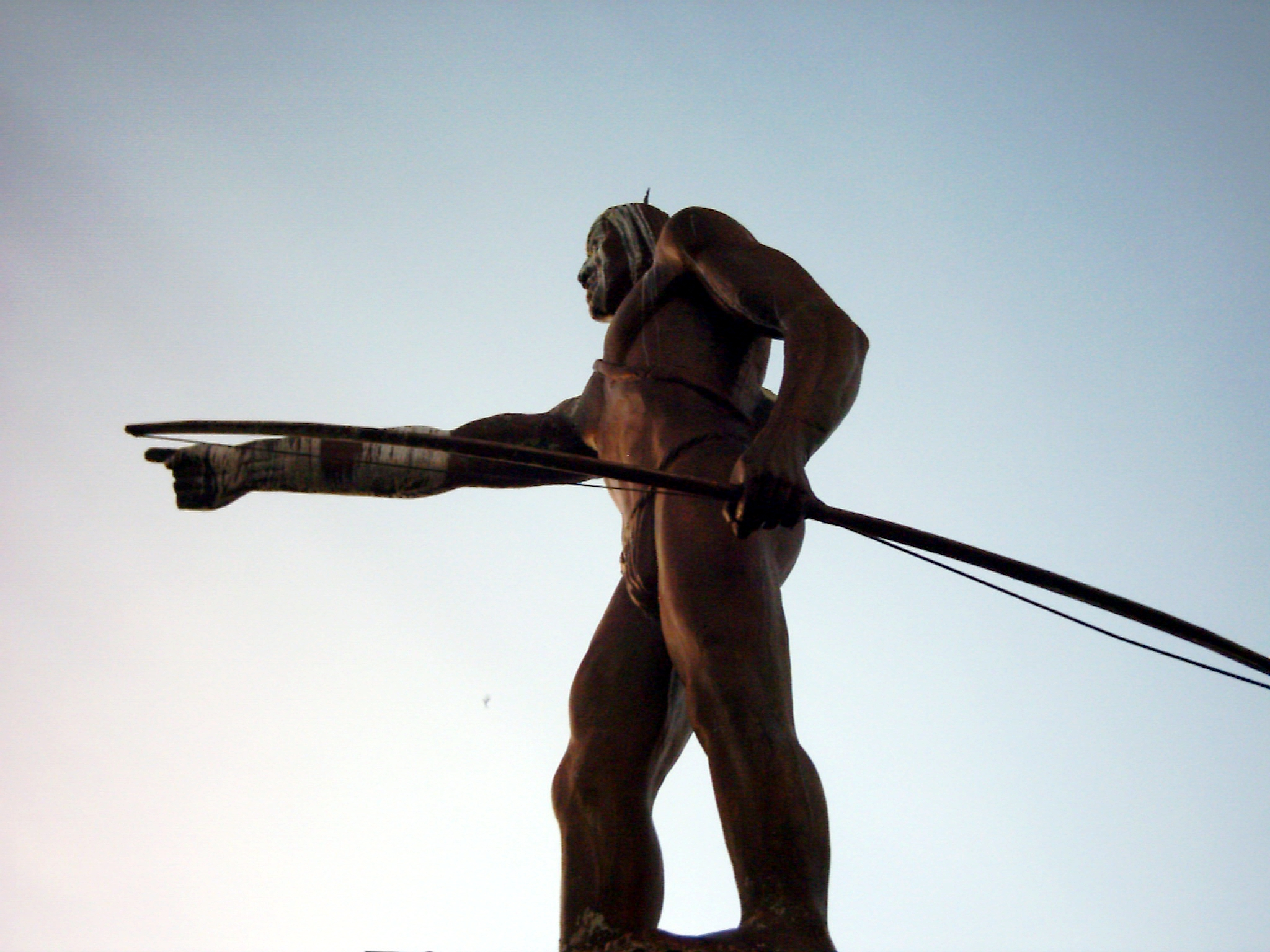
スペイン人に立ち向かったインディオの首長、グアイカイプーロの像。ウゴ・チャベス政権によって大々的に再評価がなされた。

ヨーロッパ人が今のベネズエラと接触するのは1498年のクリストファー・コロンブスによる第3回航海が初めてである。翌1499年にはスペイン人のアロンソ・デ・オヘダとイタリア人のアメリゴ・ヴェスプッチが内陸部を探検している。その後スペイン人によって1526年にクマナが建設され、先住民の首長グアイカイプーロとの戦いの最中の1567年にディエゴ・デ・ロサーダによってサンティアゴ・デ・レオン・デ・カラカスが建設された。植民地化当初はヌエバ・エスパーニャ副王領の一部として、イスパニョーラ島のサント・ドミンゴのアウディエンシアに所属していたが、1739年にはヌエバ・グラナダ副王領の一部となり、1777年にはベネズエラ総督領に昇格した。植民地時代のベネズエラ経済はプランテーション制農業からのカカオ輸出に依存しており、クリオーリョ支配層は更なる自由貿易を望むようになった。ベネズエラはアルゼンチンと共にスペイン植民地体制の辺境だったために独立に有利な状況が整い、やがて後のラテンアメリカ独立運動の主導的立場を担うことになった。

### 独立戦争

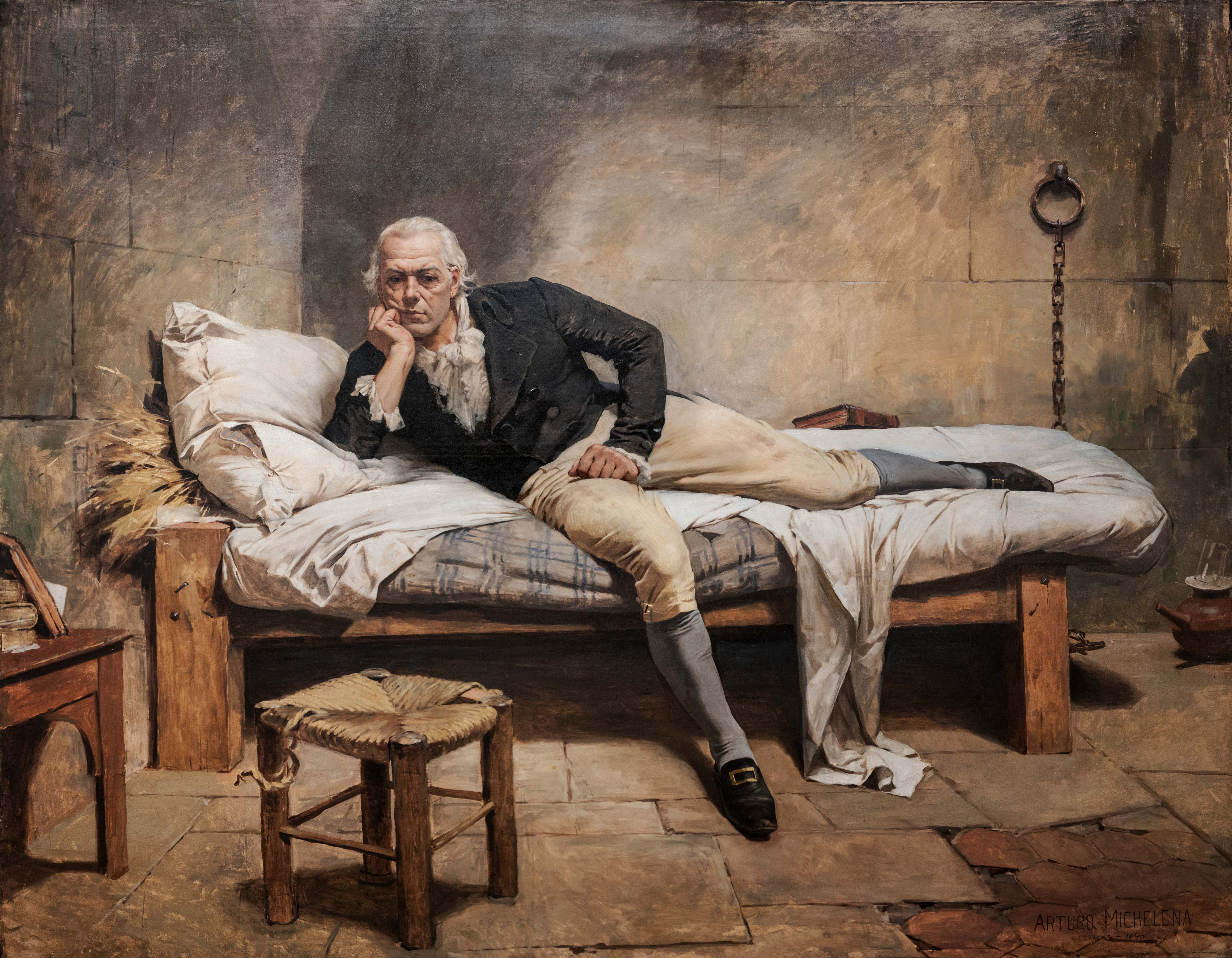
最初の独立指導者フランシスコ・デ・ミランダ。

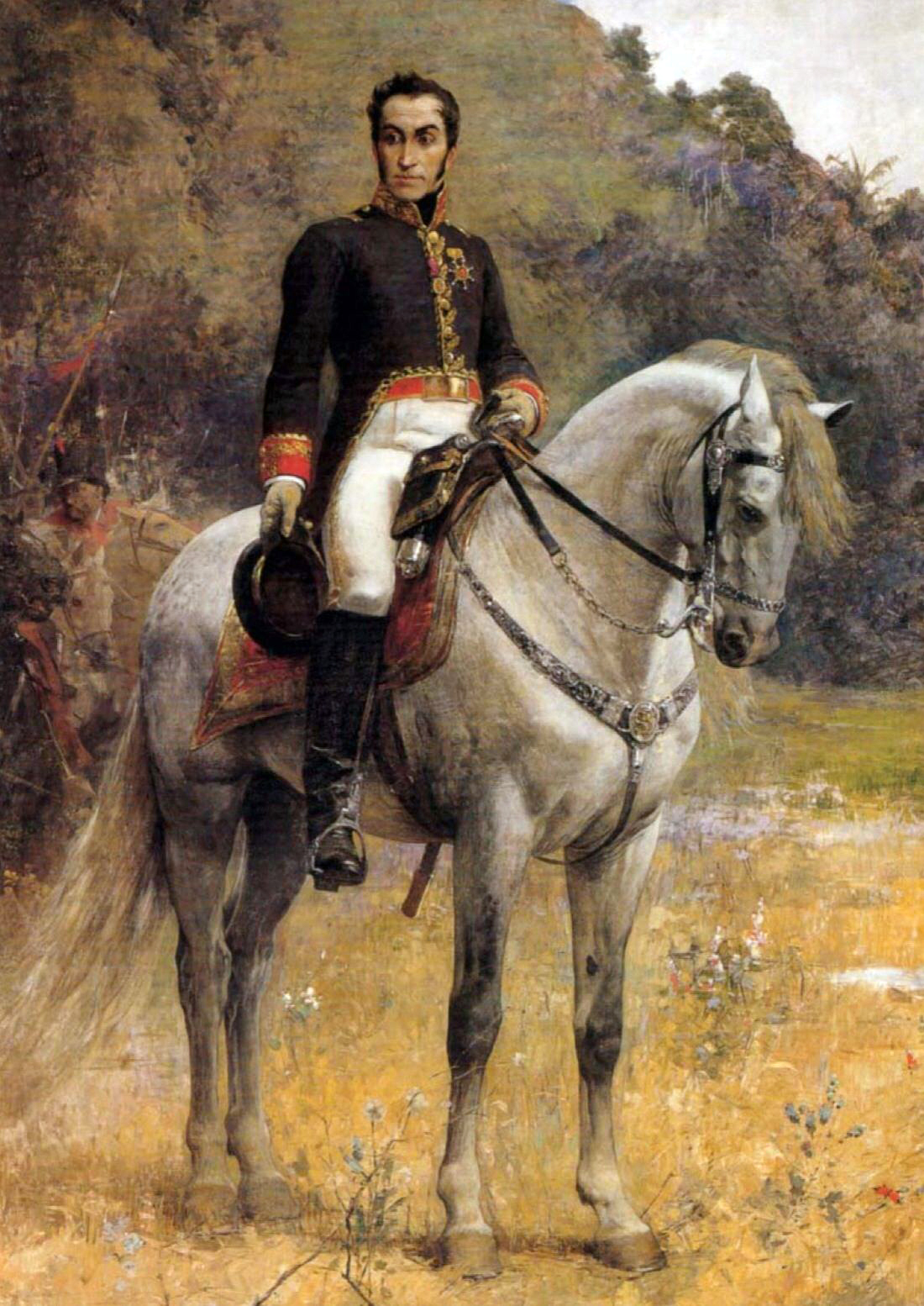
「解放者」「迷宮の将軍」シモン・ボリバル、スペインから南アメリカの五共和国を独立に導いた軍人、政治家、思想家、革命家。

1789年のフランス革命によりヨーロッパの政局が混乱し、19世紀にナポレオン戦争がスペインに波及するとインディアス植民地は大きく影響を受けた。スペイン本国がナポレオンのフランスによって占領される中、インディアス植民地の各地では自治の動きが活発化した。インディアス植民地各地のクリオーリョ達は独立を企図し、ベネズエラでも1806年にはフランシスコ・デ・ミランダによる反乱が起きた。この反乱は鎮圧されたが、1808年ホセ1世がスペイン王に即位すると、それに対する住民蜂起を契機にスペイン独立戦争が勃発、インディアス植民地はホセ1世への忠誠を拒否し、独立の気運は抑えがたいものになって行った。1810年にはカラカス市参事会がベネズエラ総督を追放。翌年1811年にはシモン・ボリバルとミランダらがベネズエラ第一共和国を樹立した。しかし、王党派の介入とカラカス地震によってベネズエラは混乱し、共和国は崩壊した。この時の大地震によってカラカス市の2/3が崩壊した。
ボリバルは不屈の意志で独立闘争を展開し、1816年には亡命先のジャマイカから『ジャマイカ書簡』を著した。何度かのベネズエラ潜入失敗の後、ヌエバ・グラナダ人の独立指導者フランシスコ・デ・パウラ・サンタンデルらの協力を得てヌエバ・グラナダのサンタフェ・デ・ボゴタを解放すると、1819年にはベネズエラとヌエバ・グラナダからなる大コロンビアを結成した。その後解放軍は1821年にカラボボの戦いでスペイン軍を破り、ここでベネズエラの最終的な独立が確定した。ボリバルはその後エクアドル、ペルー、アルト・ペルー方面の解放に向かい、1824年にアントニオ・ホセ・デ・スクレ将軍の率いる解放軍がアヤクーチョの戦いに勝利して全インディアス植民地の最終的独立を勝ち取り、ボリバルは新たに独立したボリビア共和国の初代大統領となった。しかし、留守を預かっていたコロンビアの大統領サンタンデルとの関係が悪化し、コロンビアに帰国し、帰国した後もコロンビアの政局は安定せず、1830年には赤道共和国とともにカウディーリョ、ホセ・アントニオ・パエスの指導するベネズエラはコロンビアから脱退し、完全に独立した。翌1831年にコロンビアの独裁者、ラファエル・ウルダネータが失脚するとコロンビアは崩壊し、以降この地域を統一しようとする動きはなくなった。

### 内戦と軍事独裁の時代

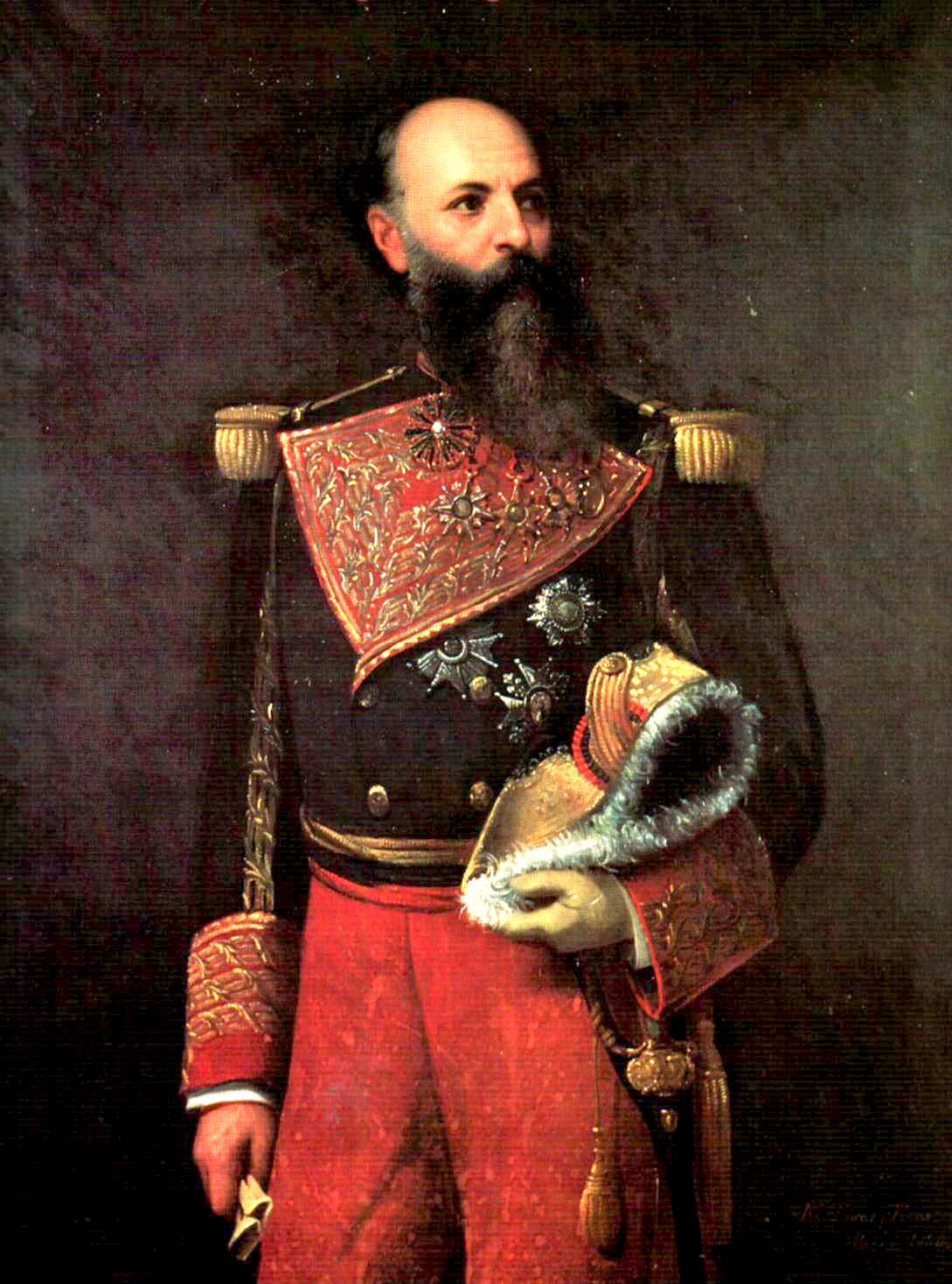
アントニオ・グスマン・ブランコ将軍。

独立後、旧ボリバル派は排除され、商業資本家が支持する保守党による支配が続いたが、1840年に大土地所有者を支持基盤とする自由党が結成された。保守党が中央集権を唱え、自由党が連邦制を叫び、両者は対立し、ついに1858年、3月革命が勃発し、連邦戦争（内戦：1859年 - 1863年）に発展した。内戦は1863年に連邦主義者の勝利のうちに終結。自由党が政権を担うことになった。しかし、自由党は失政を重ね、1870年に保守系のアントニオ・グスマン・ブランコが政権を握った。ブランコは18年間を独裁者として統治し、この時期に鉄道の建設、コーヒーモノカルチャー経済の形成、国家の世俗化などが進んだが、1888年のパリ外遊中にクーデターにより失脚した。
グスマンの失脚後、ベネズエラは再び不安定な状態に陥るが1899年にはアンデスのタチラ州出身のシプリアーノ・カストロが政権に就き、1908年まで独裁を行った。1908年にカストロの腹心だったフアン・ビセンテ・ゴメスがクーデターを起こすと、以降1935年までのゴメス将軍の軍事独裁政権が続いた。ゴメス治下の1914年にマラカイボで世界最大級の油田が発見され、ベネズエラは一気に貧しい農業国から石油収入のみを基盤にした南米の地域先進国となっていった。しかし、ゴメス将軍は「アンデスの暴君」と呼ばれるほどの苛烈な統治を敷き、「1928年の世代」を中心とする国内の自由主義者の反発が強まることになった。
1935年にゴメスは死去したが、死後もゴメス派の軍人により軍政が継続された。
1945年10月18日には青年将校と民主行動党による軍事クーデター（ベネズエラ・クーデター (1945年)）が起こり、軍政は崩壊し、民主行動党と青年将校が協力するエル・トリエニオ・アデコ体制が確立した。19日には民主行動党の創設者であるロムロ・ベタンクールが大統領に就任した。
1947年には新憲法が発布され、1948年2月の選挙により国民的文学者のロムロ・ガジェーゴス政権が誕生するが、ガジェーゴス政権もそれまで民主行動党に協力していた青年将校によって軍事クーデター（ベネズエラ・クーデター (1948年)）で打倒された。その後、1952年から青年将校の一人だったマルコス・ペレス・ヒメネス将軍による独裁下ではベネズエラは原油高によって西半球で経済的には最も繁栄する国にまでなるも、ヒメネスは1958年にバブル経済の崩壊に伴う債務危機で失脚することになった。

### ベネデモクラシア

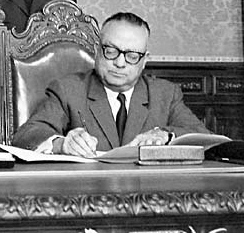
「民主化の父」ロムロ・ベタンクール。2度大統領になり、民主体制を確立したが、1945年のエル・トリエニオ・アデコ体制はその後の軍事クーデター、1958年に確立されたプント・フィホ体制も後の政治的不安定化の要因となった。

ヒメネス失脚後、民主行動党とキリスト教社会党（コペイ党）、民主共和国ユニオンの間でプント・フィホ協定と呼ばれる密約が成立し、左翼勢力の排除と政府ポストの各党への割り当てが確約され、この協定は新たな民主体制の基礎となった。
1959年には民主的な選挙の結果、民主行動党のロムロ・ベタンクールが再び大統領に就任した。ベタンクールは、1930年代にコスタリカ共産党の指導者だった経歴を持つが反共主義者に転向しており、米州機構から非民主的な国家を排除するベタンクール・ドクトリンを打ち出してドミニカ共和国のラファエル・トルヒーヨ政権や、キューバのフィデル・カストロ政権と敵対した。これに反発した左翼ゲリラ（キューバ革命に影響を受けており、キューバに直接支援されていた）が山岳部で蜂起した。一方で農地改革やサウジアラビアとともに石油輸出国機構（OPEC）の結成なども行った。ベタンクールは、左翼ゲリラと戦うも鎮圧することは出来ず、1964年に退陣した。ベタンクール政権はベネズエラ史上初めて民主的に選ばれ、任期を全うすることが出来た政権となった。
1969年にはゲリラへの恩赦を公約にキリスト教社会党（コペイ党）のラファエル・カルデラ政権が発足した。反乱は治まり、キューバを初めとする東側諸国との関係改善も行われた。続いて1974年には民主行動党のカルロス・アンドレス・ペレス政権が成立した。オイルショックの影響による原油高によりベネズエラは「サウジ・ベネズエラ」と呼ばれるほど大いに潤う。ラテンアメリカの指導的な地位を確立しようと努めてラテンアメリカ経済機構の設立にも尽力した。

### カラカソ (Caracazo)
ところが、1980年代を通して豊富な原油や天然資源により莫大な貿易利益がありながら貧富の格差、累積債務が増大しプント・フィホ体制の腐敗が明らかになっていった。1989年2月27日には低所得者層によりカラカス暴動（カラカソ）が発生した。この暴動で非武装の群集に対して軍が発砲し、多くの犠牲者を出すなど世情不安が続いた。1992年には空挺部隊のウゴ・チャベス中佐が政治改革を求めてクーデター未遂事件を起こした。翌1993年には不正蓄財によりペレスが辞任し、キリスト教社会党（コペイ党）からカルデラが再び大統領に就任した。しかし、ポプリスモ政策を取ろうとしたカルデラの貧困層、中間層への対策は失敗に終わった。

### チャベス政権
1992年に起きたクーデターの首謀者、ウゴ・チャベスが1997年に「第五共和国運動」を結成し、1999年に大統領に就任した。1958年代に成立したプント・フィホ体制から排除された貧困層から支持を受け、反米・ボリバル主義とポプリスモを掲げたチャベスにより、同年12月には国名が「ベネズエラ・ボリバル共和国」に改称された。
チャベスは、国名変更、石油資源国有化、キューバとの交流など反米路線を掲げた。これにより、2002年にはアメリカの中央情報局(CIA)の援助・支援の下に軍部親米派のクーデターでいったん失脚したが、全国的な国民のデモの激化、ラテンアメリカ諸国の抗議によって再び政権に復帰し、わずか3日間でクーデターは失敗に終わった。米国は諦めず、ブッシュ政権は2006年にベネズエラに対して武器輸出の禁止措置をとった。さらに、麻薬取引を理由に個人制裁も発動し、2005年以降少なくとも22人のベネズエラ人と27企業を制裁対象とした。
こうした経緯もあり、チャベス大統領は反米的なキューバ、ボリビア、エクアドル、ニカラグア、中華人民共和国、ロシア、イランと関係を強化し、友好的な関係を維持している。また、ラテンアメリカ・カリブ諸国共同体や南米諸国連合、米州ボリバル同盟、南米銀行の設立を主導して中南米の結束を図った。
一方で、隣国である親米国のコロンビアとはかねてから関係が悪く、2009年7月には外交関係を凍結してベネズエラ軍の軍備増強を発表し、両国間の緊張が高まっている（アンデス危機）。2010年7月22日にはコロンビアとの国交を断絶し、国境に「全面的非常態勢」を敷くよう軍への命令が出され、3週間後の8月11日には国交回復で合意した が、依然として不安定な状況が続いている。
ベネズエラにおいては、富裕層の所有メディアにより反チャベス的な内容のものが報道されることが多かった。チャベス政権成立以降、チャベス大統領に批判的な放送局が閉鎖に追いやられたりするなど独裁色が強められた。これは失敗に終わった2002年のクーデターを支持した放送局のオーナーたちに対する報復だとの見方もある。なお、チャベス派からのメディア発信も行われており、『こんにちは大統領』のようなテレビ番組も放送されていた。チャベスはワシントン・コンセンサスを否定し、反市場原理主義、反新自由主義を鮮明に掲げ、富の偏在・格差の縮小など国民の大多数に及んだ貧困層の底上げ政策が中心で『21世紀の社会主義』を掲げていた。しかしながら、チャベス政権以前の旧体制派である財界との対立による経済の低迷や相変わらず深刻な格差・貧困問題、特に治安の悪化は深刻な社会問題となっており、それらを解決できないまま、2013年3月5日、チャベスはガンのため没した。

### マドゥロ政権時代

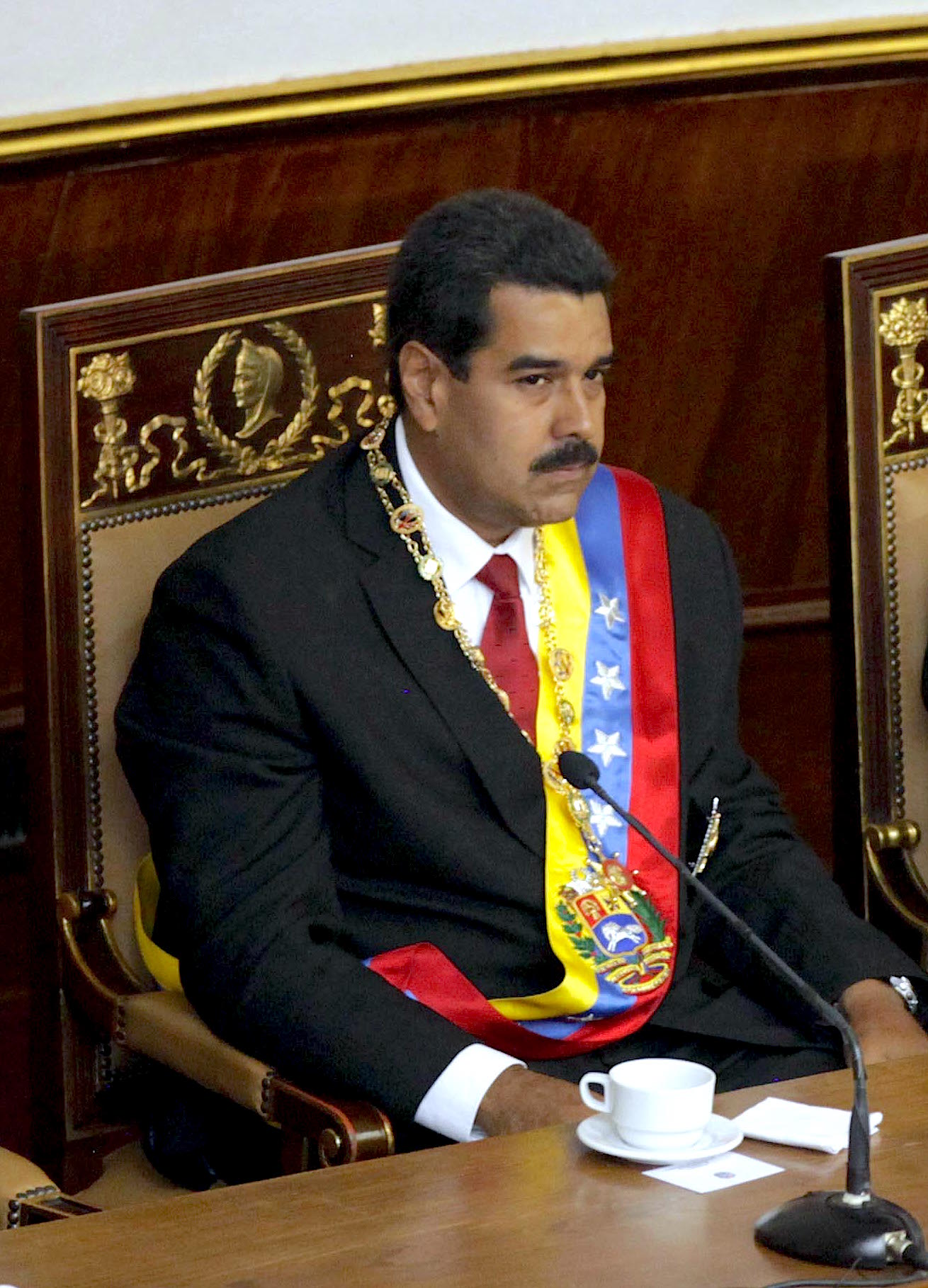
チャベス体制を引き継いだ大統領ニコラス・マドゥロ

チャベスの死後、その腹心であった副大統領のニコラス・マドゥロが政権を継承した。国際的な原油価格の低下と価格統制の失敗により、前政権時代から進行していたインフレーションは悪化し、企業や野党勢力のサボタージュも継続するなどマドゥロ政権下においても政情不安は続いた。価格統制の失敗例としては、トイレットペーパーがある。国内のトイレットペーパー不足を補うため、ベネズエラ政府は5,000万ロールの輸入を決定せざるを得なかった。
マドゥロはチャベス時代の反米路線と社会主義路線を踏襲して企業と敵対し、また野党と激しく対立した。
2015年12月6日、総選挙において野党・民主統一会議を中心とした右派連合 が勝利を収め、過半数の議席を獲得した。ただし大統領の任期は2019年まで続き、仮に弾劾などが行われたとしても第一副大統領が昇格するためベネズエラ統一社会党が引き続き政権与党となる。
反マドゥロ政権の野党が三分の二（167議席中112議席）を占めたことで以降国民議会を使った立法行為が不可能となったマドゥロ政権は、自身の影響下にある最高裁判所を使って国民議会の立法権を制限する様々な手段を打つようになった。例えば国民議会が可決させた法律を大統領が「違憲判断のため」として最高裁に送り、最高裁に違憲判断を出させて立法を無効化する方法である。2016年1月から4月に国民議会が可決させた5つの法案は全て最高裁に送られ、そのうち4つが「違憲」として無効化されている。また最高裁はアマソナス州選出の3人の野党議員に「不正選挙があった」として公務就任権を認めず、2016年7月にこの3人が国民議会で宣誓すると最高裁は「最高裁の決定を尊重しない限り国民議会は法的有効性をもたない」と宣言。以降マドゥロ政権はこの「3人問題」を理由に国民議会を無視して最高裁に立法権を代行させるようになった。予算案も国民議会ではなく最高裁に提出して承認させている。
2016年4月、大統領の任期が後半に入った事を踏まえ、野党は憲法に規定されている任期途中での大統領罷免を求める国民投票の実施を宣言、10月に国民投票の第一条件となる1%の有権者の署名が与野党共同運営の選挙管理委員会に提出された。この署名に死亡者や有権者登録されていない人物の署名が含まれていた事が与党側から問題視され、選挙委員会と野党は再発防止を約束して手続きを再開したが、10月20日に7州の裁判所は「身分証明書の窃盗事件と関連がある」として手続き停止を命令した。一連の騒動で与党と野党に続き、司法と議会の対立も鮮明となった。
2017年3月29日、最高裁判所は「不正選挙に基いた議会」「侮辱罪にあたる状態が続く議会の手続きは無効である」との司法判断を下し、立法権も最高裁判所に付与する異例の事態となった。この決定を与党側は歓迎したが、野党や南米諸国をはじめとする米州機構のみならず、最高検察庁のルイサ・オルテガ・ディアス検事総長など政府要人からも懸念や批判が相次いだ。マドゥロは国家安全保障委員会の決定として最高裁に再考を促し、最高裁の判断は撤回された。
2017年4月以降、反政府デモとそれに対する鎮圧が頻発しており、非政府組織「ベネズエラ社会紛争観測所」の集計で死者は80人を超えている。デモは継続的に続けられており、7月8日で100日間連続となった。政府支持派の暴動も発生し、群集が国会に突入して反政府派の議員らを議会に閉じ込める事件も起きている。政府側と野党側デモの衝突は激化の一途を辿り、4月27日に民主統一会議議長で正義第一党の党首エンリケ・カプリレス・ラドンスキーは早期選挙の実施を要求した。

#### 制憲議会成立
マドゥロは野党連合民主統一会議の早期再選挙の要求を却下し、代わりに憲法の修正による改革を提案した。しかし制憲プロセスが憲法違反である疑いがある上、制憲議会選挙が「一人一票の原則」を無視し、通常の1票に加えてマドゥロが指名した労組や学生組織など7つの社会セクターに所属する者に2票を与えるという前例のない与党有利の選挙制度になっていたことから野党に強い反発を巻き起こした。このような選挙に立候補することは恣意的な選挙制度を有効と認めることになるため、全野党が立候補せず、選挙をボイコットした。
2017年7月31日、制憲議会 (Asamblea Nacional Constituyente) の議会選挙が実施、野党候補がボイコットした事で全候補が与党から出馬、政権に対する「信任投票」と位置付けられ、街頭での衝突も内戦寸前の状態に陥っている。軍や警察は政府側を支持して行動しており、民間人と警官・兵士の側の双方に死者が発生した。同日深夜、マドゥロは統一社会党が全議席を占める制憲議会の成立を宣言した。宣言において国民議会の廃止を行う意向も示しており、制憲議会のロドリゲス議長も右派連合は「裁きを受けるだろう」として旧議会の廃止を示唆、ベネズエラは事実上の一党独裁体制へ移行しつつある。
2017年8月2日、レオポルド・ロペス、アントニオ・レデスマら野党連合の主要政治家が軍に連行された。8月3日、反政府派に転じているオルテガ・ディアス検事総長は検察庁に不正選挙に関する捜査命令を出したが、これに対して軍が検察庁を包囲下に置いた。8月5日、ベネズエラ最高裁判所はオルテガを検事総長から解任する決定を下し、制憲議会もオルテガが深刻な職権乱用により起訴された事を発表した。8月18日、制憲議会は国民議会から立法権などの権限を剥奪したと宣言した。

#### 反発の激化

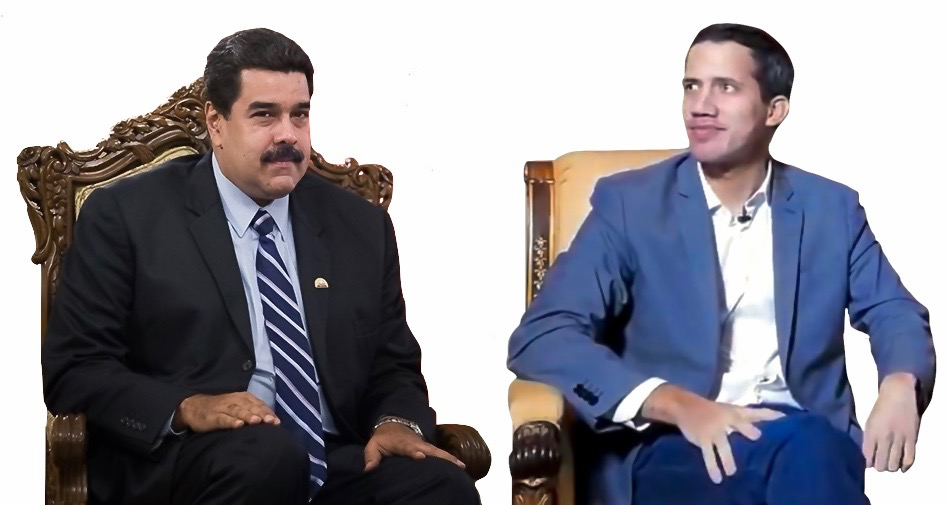
ニコラス・マドゥロとフアン・グアイド

ベネズエラ
中立宣言した国
発言がない国
マドゥロを承認した国
グアイドを承認した国
国民議会支持を表明した国

2018年5月21日の大統領選挙は、選挙前に有力野党政治家の選挙権がはく奪されたうえで行われたため、マドゥロ再選の「出来レース」状態となり、主要野党はそれに反発して選挙をボイコットした。マドゥロ政権は国際選挙監視団の査察を拒否して国民の投票を監視し、マドゥロに投票しなかった者は食糧配給を止めるなど、なりふり構わぬ選挙戦を展開した。西側諸国やブラジルなどはこの選挙を批判し、欧米や日本などは2019年1月10日の大統領就任式の出席を拒否した、選挙の正当性を否定される形となった。その後もインフレーションなど経済的な混乱は加速した。
2019年1月10日にマドゥロは2期目の大統領就任式を行ったが、首都カラカス市内でもデモが活発に行われるようになり死者も発生。1月23日には国民議会議長フアン・グアイドが昨年の大統領選挙は憲法違反で無効と主張し、1月10日をもってベネズエラは大統領が不在となったので、憲法233条に従って国民議会議長である自分が暫定大統領になったことを宣言した。
体制転覆を目指す米国のドナルド・トランプ大統領は、「マドゥロの政権は正統ではない。ベネズエラにおいて唯一正統なのは国会である」として、グアイドの暫定大統領就任を直ちに承認した。これに対抗して1月24日にマドゥロ政権は「アメリカ合衆国と国交断絶する」と発表したが、アメリカ合衆国連邦政府は「グアイド政権を通じて、ベネズエラとの外交関係を維持する」としている。
その後、アメリカに続く形で西側諸国が続々とグアイド暫定大統領就任を支持表明した。日本国政府はしばらくの間グアイドの承認を保留してきたが、2019年2月19日に「ベネズエラ政府に対して大統領選挙の早期実施を求めてきたにもかかわらず、いまだに行われていない」として「グアイド暫定大統領を明確に支持する」との意向を表明した。
反発がありながらも、実際のところベネズエラでは引き続きマドゥロが軍部の支持を確保して実効支配している。またロシア、中国、北朝鮮、イラン、キューバ、トルコ、シリア、パレスチナ、ボリビアなど反米主義的な国家群からは、2期目就任の承認を受けている。二つの政権が対立する形となった。
2019年2月2日には、マドゥロの退陣を求める大規模デモ活動がベネズエラ全土で執り行われ、この中で、グアイドが「デモ参加者に発砲するのをやめてほしい。それだけでなく、ベネズエラの再建にかかわってほしい」として、ベネズエラ軍に対する呼びかけを行った。一方のマドゥロ側でも政権支持を目的とした集会が行われ「立法府が再び合法化されることに同意する」と訴えた上で、2020年に行われることになっている国会議員の選挙を前倒しすることを提案した。
2019年2月20日、マドゥロ政権は、オランダ王国に属するアルバ、キュラソーとの海路を遮断したと発表。翌21日には「ベネズエラに人道危機は存在しない」「領土侵害を防ぐ」と称してブラジルとの国境を封鎖すると表明した。コロンビアとの国境封鎖の指示も行われていたが、2月23日にはグアイド側はこれを無視して国境沿いで人道支援の受け入れ式典を開催。この時点で50か国から暫定大統領として承認を受けたグアイドに対し、コロンビア、チリ、パラグアイの各大統領も受け入れ式典へ参加して支援を表明した。
4月30日にグアイドが離反兵士らに自宅軟禁から救出されたレオポルド・ロペスとともにビデオメッセージを出し、軍に決起を呼び掛けた。これにより反マドゥロ派の軍人たちが催涙ガスなどで鎮圧にあたるマドゥロ政権側と衝突した。その後ベネズエラ各地で衝突が発生した。マドゥロ政権側はこれを「クーデター」と非難し、「クーデターは失敗に終わった」と主張している。一方、アメリカ政府は「アメリカはグアイド氏を暫定大統領だと考えており、明らかにクーデターではない。グアイド氏側による勇敢な行動だ」としてグアイドの行動を支持表明した（2019年ベネズエラ蜂起未遂）。
2020年5月2日、アメリカの民間軍事会社「シルバーコープUSA」および反体制派の志願兵によるマドゥロ政権転覆計画が実行されたが、事前に察知したベネズエラ当局によって早期に鎮圧された。マドゥロ政権はシルバーコープUSAがグアイドと支援協力関係にあったとして批判したが、グアイドはこれを否定している（ギデオン作戦 (2020年)）。
2020年6月、最高裁判所が全国選挙評議会メンバーを決定し、野党人事に介入した。12月、主要野党はボイコットを表明中で国会の選挙が実施され、マドゥロ派が圧勝し、新たな国会議長としてホルヘ・ロドリゲスが選出された。欧州連合、アメリカはこの選挙結果を認めていないが、欧州連合はグアイドが議長・議員職を失ったことを理由に「暫定大統領」の承認を取り下げた。一方でアメリカのトランプ政権は、引き続きグアイドを暫定大統領と認めることを表明。2021年1月に米国大統領に就任したジョー・バイデンも、グアイドを暫定大統領として引き続き認めるとしている。
ここまで、米国など西側諸国が中心となってベネズエラに強力な経済制裁を科して体制転覆を目指しているが、実現はしていない。狙い通り、経済基盤である原油生産・輸出は激減したが、ベネズエラ政府は違法な採掘から麻薬密売までのさまざまな違法ビジネスに手を出したり、政権側の富豪に経済の一部を開放したりして、国内支持基盤を固めた。さらに、米国の金融システムに依存していないイランや中国、ロシアといった国々とも連携することで、制裁を出し抜いた。市民の生活難は続いているが、マドゥロの支持率は一定を保ち、逆に反政府の諸外国が推すグアイドと野党の支持率は汚職問題などで低下してきている。
2022年、欧米によるロシアへの経済制裁と世界的インフレーションにより原油価格が高騰すると、米国はベネズエラ産原油の禁輸措置緩和の可能性を示した。
同年11月26日、アメリカ政府はマドゥロ政権と野党連合の対話が再開されたことを理由に、シェブロンに対してベネズエラでの操業を限定的に許可した。
野党勢力による暫定政府への支持は2020年12月の選挙以降落ち込み、2023年1月5日に暫定政府は解散され、野党勢力による国民議会の議長に亡命中のディノラ・フィゲラを選出した。

### 2024年の政治危機

青色の国が野党統一候補ゴンサレスの勝利を認定している国。黒はベネズエラ。

2024年7月の大統領選挙は、3期目を目指すマドゥロと、野党連合による戦いになると見られていた。当初野党連合は2023年10月の予備選挙でマリア・コリナ・マチャド元国会議員を統一候補と定めていたが、マドゥロ政権側はマチャドを公職につくことを禁じる命令を出し、立候補辞退に追い込んだ。マチャドは後継としてコリーナ・ヨリスを指名したが、これも立候補できなかった。野党側の主張によれば、政府側の妨害により、ヨリスを統一候補として登録するためのシステムへのアクセスができなかったことによるとしている。結局野党連合側はエドムンド・ゴンサレスを統一候補とすることとなった。同年7月28日の投開票の結果、選挙管理委員会はマドゥロの得票率が51％に達したと発表し、マドゥロ側は勝利宣言を行った。しかし野党側は選挙に不正が合ったとして反発し、大規模なデモが発生した。8月28日には中央選挙管理委員会に当たる選挙評議会の幹部が不正が合ったとして告発している。アメリカ・ペルー・アルゼンチン、米州機構はマドゥロの勝利を認めず、国際連合人権高等弁務官事務所も懸念を示し、ブラジルのルイス・イナシオ・ルーラ・ダ・シルヴァ大統領は再選挙を提案している。マドゥロ政権側は選挙結果に疑念を示した中南米7カ国の外交官に国外退去を命じている。9月、マドゥロ政権はゴンサレスに対し、扇動容疑で逮捕状を出した。これを受けてゴンサレスはスペインに亡命している。

## ベネズエラ難民問題

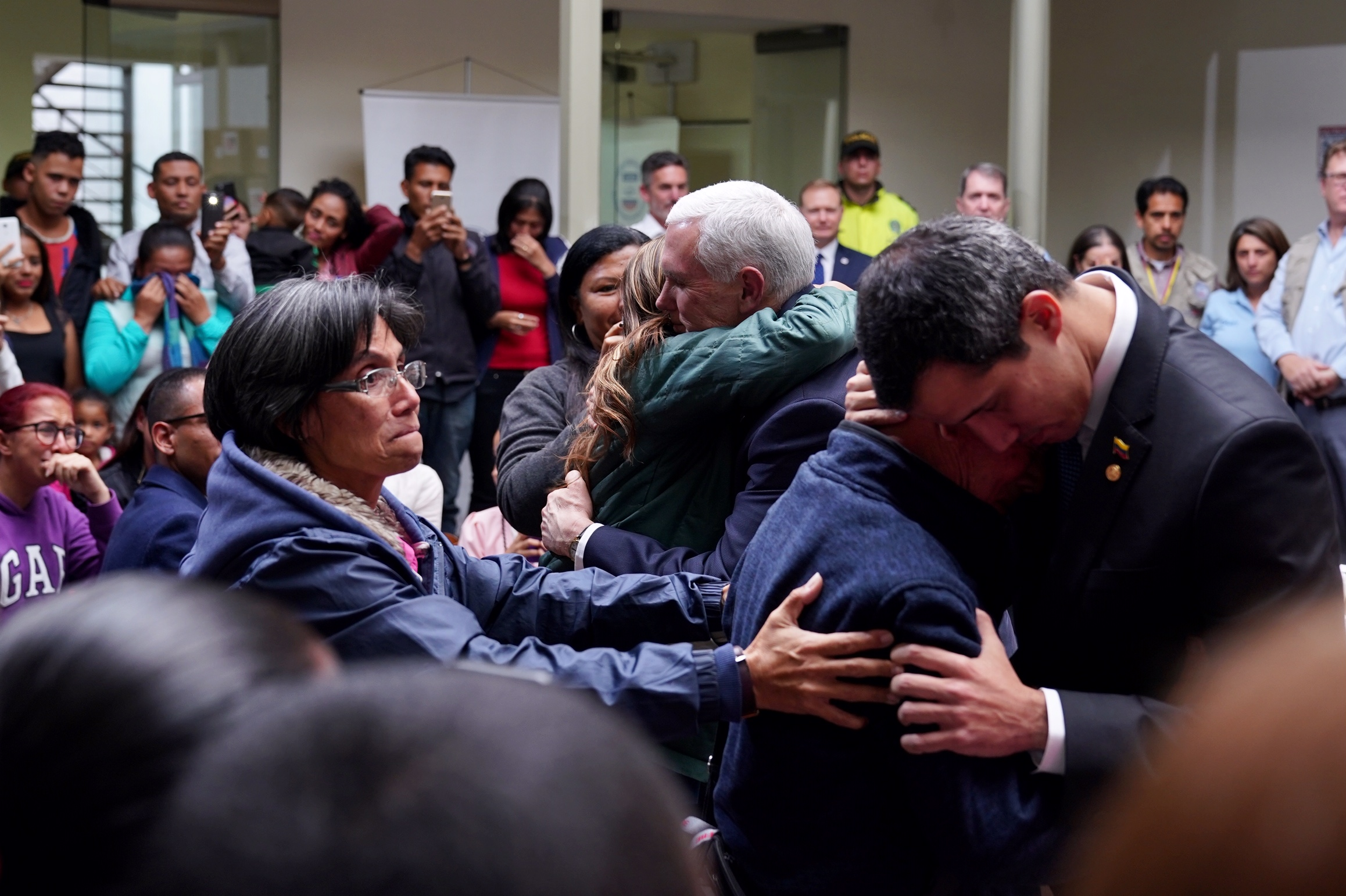
ベネズエラ難民と抱き合う暫定大統領フアン・グアイドとアメリカのマイク・ペンス副大統領（2019年2月25日コロンビア・ボゴタ）

長らく反米左翼政権が続いたベネズエラでは、2015年に政治的迫害などを理由に、アメリカ合衆国へ亡命申請したベネズエラ人は5,605人である。2016年には14,700人を超え、2017年にはさらに更新することが確実視されている。
さらに経済危機で、ベネズエラ難民の数は急増していった。国際連合によれば、2018年11月までに国外へ逃れたベネズエラ難民は300万人を超え、この数はベネズエラ国民の1割に相当する。
2018年9月4日、エクアドルの首都キトで中南米諸国がベネズエラ難民対策の国際会合を開いた。有効な対策はまとめられなかったものの、「キト宣言」を発表し、ベネズエラ難民を「十分に受け入れる」と明記した。
最も受け入れている国は、隣国のコロンビアであり、2023年12月末時点で現在約285万人のベネズエラ難民を受け入れている。しかし北部の町ククタでは施設に収容しきれないベネズエラ人が路上にあふれており、ベネズエラ人による犯罪が社会問題になっている。ほかにもペルーに104万8,528人、ブラジルに49万1651人、エクアドルに47万1,420人、チリに 43万5,728人、アルゼンチンに 21万5,541人のベネズエラ難民が流出している（いずれも2023年12月末時点。但し、庇護申請者[120万130人]は含まれていない。）。ブラジルでは、ベネズエラ難民のテントを襲撃する運動が発生しており、治安悪化の原因になっている。2019年6月7日に国連難民高等弁務官事務所が発表した難民と国外移住者数は約400万人としており、過去7カ月間で100万人増加する驚異的なペースとなった。その後も改善することなく、2023年12月末時点で難民と庇護申請者、その他国際的保護を要する者を合わせた約730.3万人がベネズエラ国外へ避難している状態である。
ベネズエラ政府は、難民の存在自体を認めておらず、頭を抱える南米諸国になんら協力しない状態が続いている。

## 政治

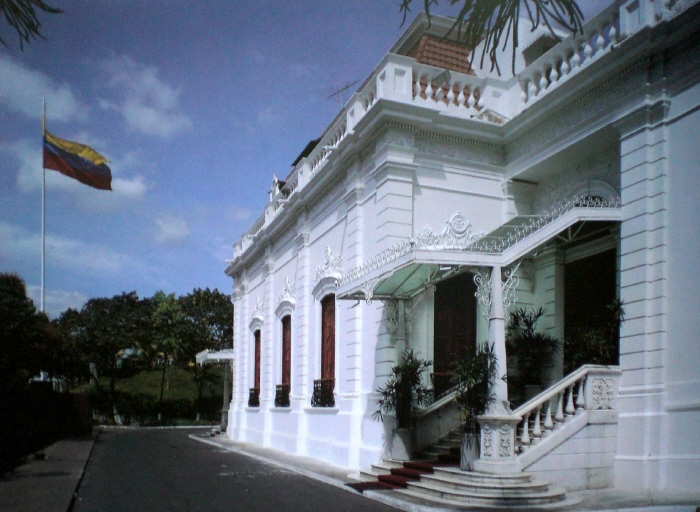
ベネズエラ大統領府、 ミラフローレス宮殿。

ベネズエラは、大統領を国家元首とする連邦共和制国家である。1999年12月に新憲法が制定され、大統領の権限が強化、任期も5年から6年に延長された。選出は、国民による普通選挙によって行われる。首相職は存在せず、大統領自身が行政府の長として内閣を統率する。前回投票は2018年5月21日に行われ、ニコラス・マドゥロ大統領が再選した。
議会はスペイン語でAsamblea Nacional（アサンブレア・ナシオナル、すなわち国民議会）と呼ばれ、1999年憲法により両院制から一院制に変わった。全165議席で、うち3議席は先住民に保障されている。議員の任期は5年で、国民による普通選挙（小選挙区比例代表併用制）で選出される。2007年に改憲を巡る国民投票が行われたが、否決された。その後、大統領の再選制限を撤廃した2009年憲法が成立している。
かつて「ラテンアメリカには独裁か無政府状態しかないのではないだろうか」とシモン・ボリバルが危惧したように、ベネズエラでは1830年から1955年まで一世紀以上に渡り、カウディーリョや軍人による専制政治と内戦が続いた。クーデターが起こりやすい国でもあり、一時期ほどの頻度ではないものの、近年では1992年のクーデターと2002年のクーデター未遂事件が起こっている。
1959年のロムロ・ベタンクール政権以降、石油収入を背景にベネデモクラシアと呼ばれた民主化が富裕層と中間層を主体にして進み、1941年に成立した国民行動党と、1946年に国民主義行動党が改編されたキリスト教社会党（COPEI）との二大政党制が確立した。ベネズエラの二大政党制は機能し、ラテンアメリカ諸国がクーデターによる軍事政権の成立に特徴づけられた1960年代から1980年代までの間もベネズエラはコスタリカと共に、ラテンアメリカでは例外的な民主主義の維持された国家となったが、この二大政党制は二大政党の枠組みに収まらなかった共産党などを政治から排除する体制でもあったために行き詰まりを迎え、民主化の中でも埋まらなかった経済的な格差や1980年代から続く経済の衰退、カラカス暴動に対する強権的な対応などから生まれた政治不信を背景に、貧困層に対してポプリスモ的な政策に訴えた1992年のクーデター未遂事件の主導者であったウゴ・チャベス元中佐が1999年に当選した。
1999年に発足したウゴ・チャベス政権は、内政では保健と教育を最重要視する政策をとっている。低所得層が住む地区での無料診療所の開設、学校の建設、非識字者や学校中退者のための補習プログラムなどがその例である。貧困層重視の政策は、強引な政治手法とあいまって、富裕層、中産階級、以前の有力政党と結ぶ労働組合から強い反発を受けた。2002年4月にはストライキに対して軍が非常措置を執るよう命じたチャベスに軍部が反対、チャベスの辞任を発表した（2002年のクーデター）。チャベスは後に自らは辞任していないと宣言している。チャベスは軍施設に拘禁されたが、暫定大統領となったペドロ・カルモナが議会解散を命じたために「民主主義の保護者」を自認する軍が反発し、またチャベス支持派の大規模なデモ活動があったためにカルモナは辞任、チャベスが復権した。12月から翌2003年2月にかけては石油産業をはじめとする各産業界でチャベス辞任を求めるゼネラル・ストライキが起こり、ベネズエラ経済は大打撃を受けた。スト終結後1年間は経済後退が著しかったが、続く2004年には原油価格上昇もあいまって経済が急速に回復し、政権支持率もそれにともなって上昇した。そして8月15日に大統領リコールの国民投票が58%対42%で否決されると、政情は一応の安定をみた。しかし野党は国民投票と以後の選挙結果を認めず、2005年12月の議会選挙では主要野党が選挙をボイコットした。2006年12月3日の大統領選挙でチャベスは63%の得票で3度目の当選を果たし、今度は野党候補も結果を承認した。
2007年12月2日実施の社会主義体制への移行と、大統領再選制限の撤廃や大統領権限の強化を定める憲法改正の国民投票で、ベネズエラ中央選管は、反対票が約51%と賛成票をわずかに上回り、否決されたと暫定結果を発表した。2009年2月15日に再度国民投票を実施、大統領の無制限再選が可能となる憲法改正が賛成多数で承認された。しかし、一連の国民投票の過程で国論の深刻な分裂が露呈し、チャベス大統領の手法や、終身大統領・独裁を狙っているという批判も起こっていた。2013年3月5日にチャベス大統領はがんで死亡、後継者としてニコラス・マドゥロ副大統領を指名した。4月に行われた大統領選挙にマドゥロは僅差で当選し、任期は2019年1月10日までとする第54代大統領に就任した。
経済危機に有効な対策をとれないマドゥロと与党ベネズエラ統一社会党への不信は高まり、2015年12月6日の議会選挙で反チャベス派選挙連合である民主統一会議が112議席を獲得して勝利し、ベネズエラ統一社会党は55議席に留まる敗北を喫した。
しかしマドゥロ政権は議会と激しく対立し、政権に近い最高裁が何度も議会の決議を無効とする判決を下していた。2017年3月29日には最高裁が議会の立法権を掌握すると決定されたが、野党や国際社会の反発を受けて撤回に追い込まれている。
2018年5月の大統領選挙は、選挙前に有力野党政治家の選挙権がはく奪されたうえで行われたため、マドゥロ再選の「出来レース」状態となり、主要野党はそれに反発して選挙をボイコットした。マドゥロ政権は国際選挙監視団の査察を拒否して国民の投票を監視し、マドゥロに投票しなかった者は食糧配給を止めるなど、なりふり構わぬ選挙戦を展開した。2019年1月10日にマドゥロが2期目に入ったが、1月23日には国民議会議長フアン・グアイドが昨年の大統領選挙は憲法違反で無効と主張し、1月10日をもってベネズエラは大統領不在となったので、憲法233条に従って国民議会議長である自分が暫定大統領になったことを宣言した。アメリカなど西側諸国がグアイドを支持し、二つの権力が対立する状況が発生した。
しかしグアイドへの支持は野党勢力内においても2020年12月選挙以降落ち込み、2022年に始まったロシアによるウクライナ侵攻による国際情勢の変化やマドゥロ政権側と野党勢力との対話再開などもあり、2023年1月5日に暫定政府は解散を宣言し、国民議会議長も交代した。これにより、これまでグアイドを暫定大統領として認めていた西側諸国もマドゥロの続投を事実上黙認する形となった。

## 外交
ベネズエラは伝統的にアメリカ合衆国と協調する親米路線をとってきたが、1999年のウゴ・チャベス政権成立以降は反米を基調としている。アメリカは、ベネズエラの人権状態などに強い批判を行い、2015年3月には政府関係者に対する経済制裁を行っている。ただし、ベネズエラにとってアメリカは現在も最大の貿易相手国であり、民間では強い関係性を持っている。
チャベスは、アメリカの影響力が強い米州機構に代わる南米諸国の組織として米州ボリバル同盟を設立し、南米諸国との関係性を強めていこうとしている。しかし非左派政権である南米諸国との関係も円満ではなく、2015年にはコロンビアとの間で大使召還が相互に行われるなど、円滑なものとは言えない。また2016年のブラジルで、ジルマ・ルセフ大統領が弾劾された際には、ボリビアやエクアドルとともに大使を召還している。またペルーのペドロ・パブロ・クチンスキ大統領はベネズエラを激しく批判し、ベネズエラ側もこれに対して批判をおこなった。また2017年の最高裁による立法権掌握などは、米州機構などの国際社会から批判を受け、ペルーは大使召還を行うなど強い措置をとった。さらに2024年7月の大統領選をめぐって、野党候補を次期大統領と認定したことを理由に、ペルーとの国交断絶を発表している（同様に野党候補を次期大統領と認定したパラグアイに対しても、2025年1月6日に国交断絶を発表している）。ただ、2022年8月7日にコロンビアで初の左派政権となるグスタボ・ペトロ大統領が就任したことをきっかけに、8月28日にコロンビアとの国交回復を行っている。
近年では、マドゥロが妻とともに訪中して新たな融資を受けて中国人民解放軍海軍の艦船も寄港するなど中華人民共和国とさらに関係を強め、反米傾向を強めるトルコとの関係が密接になり、マドゥロ大統領とエルドアン大統領が会談して経済協力を取り付けている。さらに、ロシアも財政支援などを表明するなど、積極関与しており、ロシア軍との軍事演習やロシア軍基地の設立も議題に上がっているなど、反欧米・反西側諸国との関係を強化している。2022年からのロシアのウクライナ侵攻では、一貫してロシアを支持している。
こうした反米諸国間の連携はキューバやイランも対象となっている。ベネズエラは産油国でありながら製油所が老朽化しているため、イランからガソリンの供給を受けている。

## 軍事

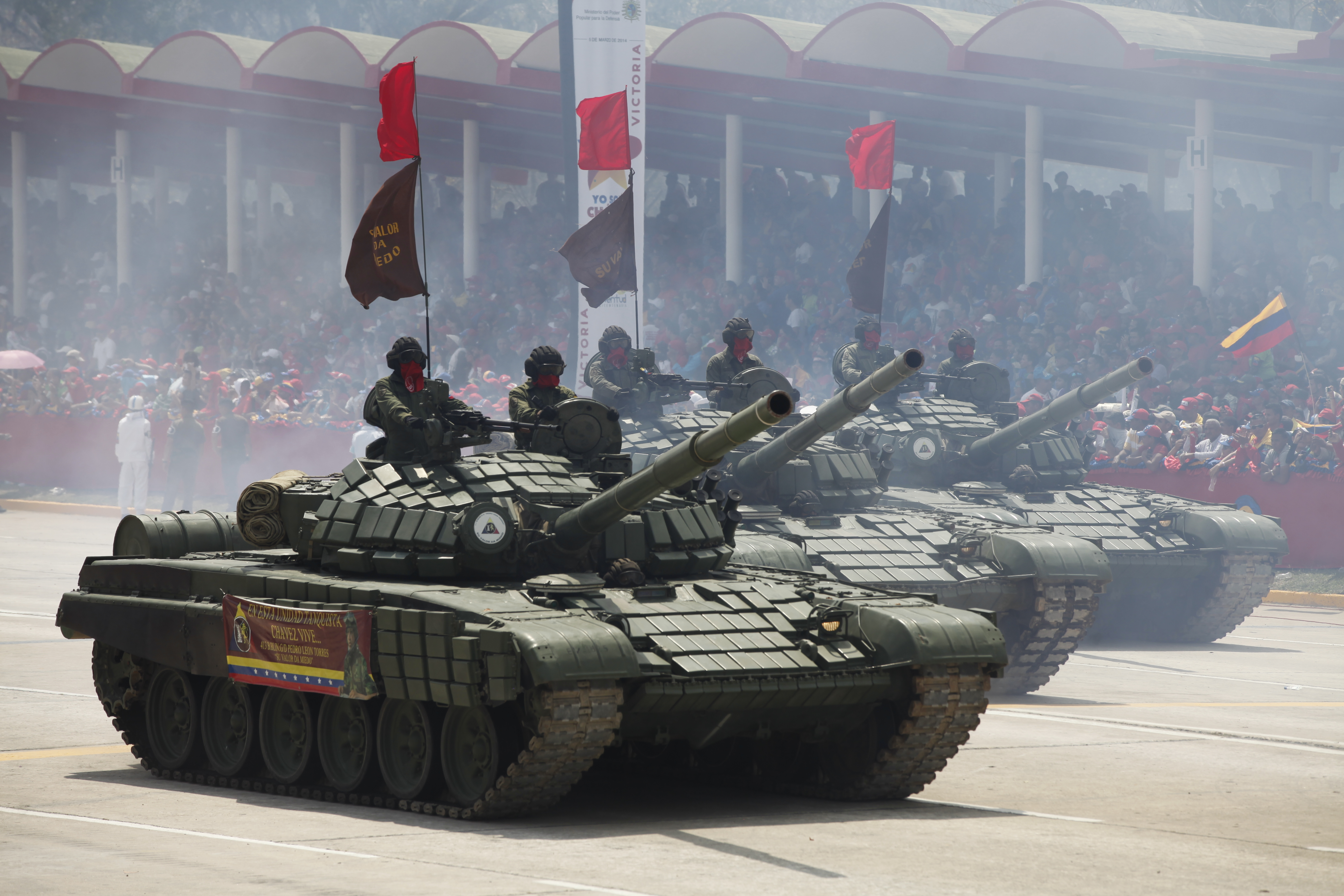
ベネズエラ陸軍

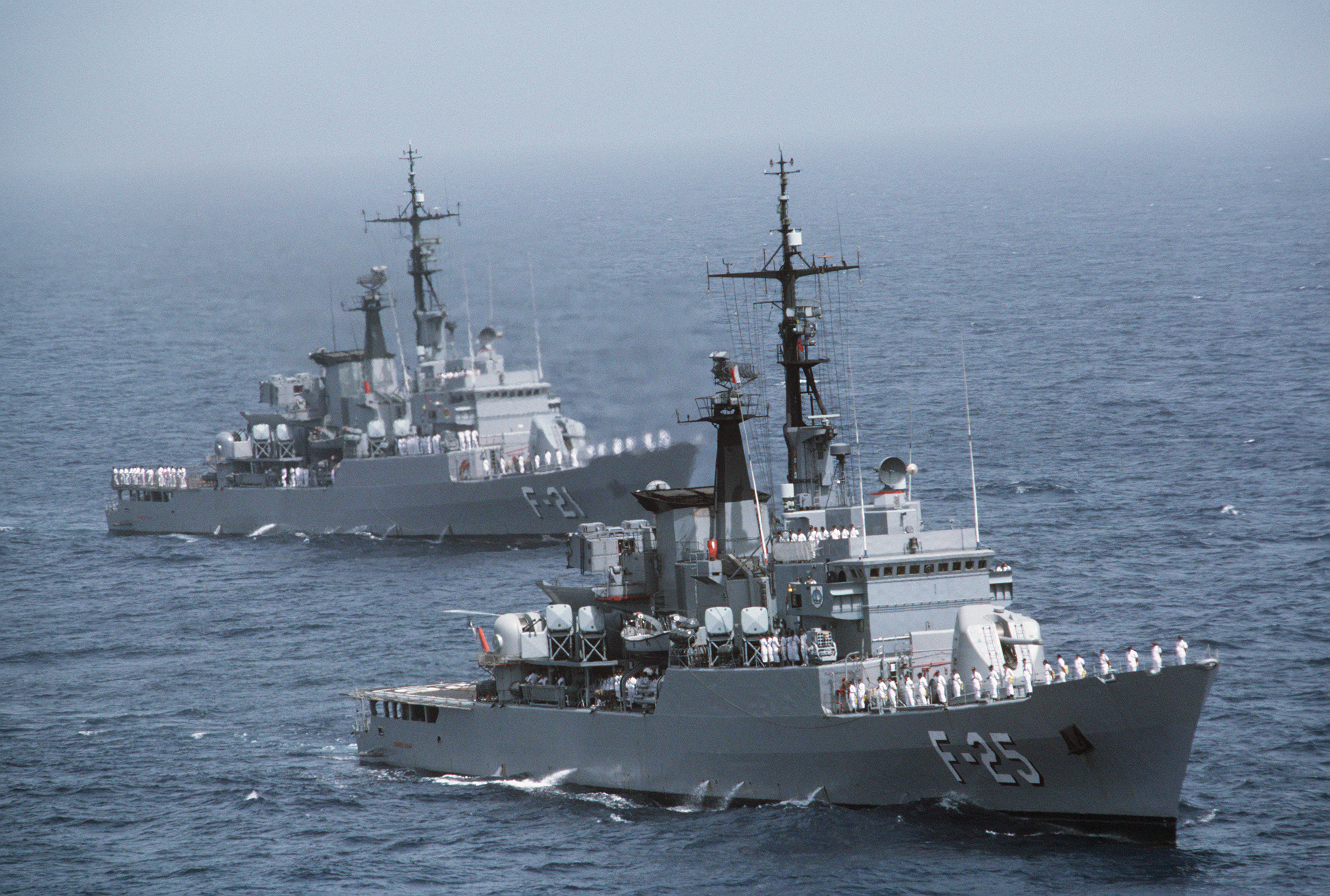
ベネズエラ海軍

ベネズエラ軍は陸軍、海軍、空軍の三軍と、1937年に創設された国家警備隊（ボリバリアーナ国家警備隊）から構成される。徴兵制が敷かれており、成人男子(18～30歳)は兵役の義務を有している。
ベネズエラには、長らくコロンビアのような文民統治の原則は存在せず軍はもっぱら内戦、クーデター、国内のゲリラ鎮圧のために存在した。
ベネズエラ軍は、チャベス政権の下で豊富な石油で得たオイルマネーを背景にロシアや中国 などから武器を大量購入して着々と軍拡を進め、近隣諸国に警戒心を抱かせた。チャベス政権がコロンビア革命軍を庇護していたことが問題となり、2004年のコロンビアのアルバロ・ウリベ親米政権から侵攻を受けそうになった。2010年代後半になるとベネズエラ経済の混乱による難民流出によって地域の不安定要因となっている。
陸軍
ベネズエラ陸軍は、兵員約34,000人を擁する。制式自動小銃をロシア製AK-103シリーズに転換し、ロシア製の戦車も導入している。
海軍
ベネズエラ海軍は、44隻の艦艇を有する。海兵隊で中国製の軽戦車も導入されている。
空軍
ベネズエラ空軍は、ロシア製や中華人民共和国製の軍用機の購入により、軍拡を進めた。主要装備はアメリカ製F-16A/B、ロシア製Su-30など。
国家警備隊
三軍の他に国家警備隊が存在する。中華人民共和国製の装甲車が大量に導入されている。

## 地方制度

ベネスエラの主張する領域。ガイアナ領のグアヤナ・エセキバが含まれている。

地方制度は、州（エスタード、estado）、市町村（ムニシピオ、municipio）、区（パロキア、parroquia）の三層だが、自治体とは呼べない区を除くなら二層になる。州は23（グアヤナ・エセキバを含めれば24）、首都地区が1、連邦保護領が1ある。首都地区と連邦保護領は州政府にあたるものを持たない。形式上連邦制をとるが、ベネズエラは南米でも中央集権的な制度の国で、州の独立性は弱い。1989年まで、州知事は共和国大統領の任命制であった。
市町村にあたるムニシピオは日本語で人口に応じて適当に市、町、村などと訳し分けられる。市郡とする人もいる。かつては州と市町村の間に郡（ディストリト、distrito）があったが、1980年代に廃止された。基本的に、かつての郡が新しい市に、かつての市が新しい区に相当する。中にはバルガス州のような一州一市の例もある。市町村の上に立つ特別な自治体として、カラカス大都市地区とアルトアプレ郡がそれぞれの特別法によって設けられている。
区はかつて教会の教区と一致したが、現在では別のもので、区別するために民区（parroquia civil）と呼ばれることもある。小さな市では一市一区のところが多く、区役所は置かれない。選挙で選ばれるのは州知事、州議会議員、市長、市会議員、区議員で、区長は任命制である。

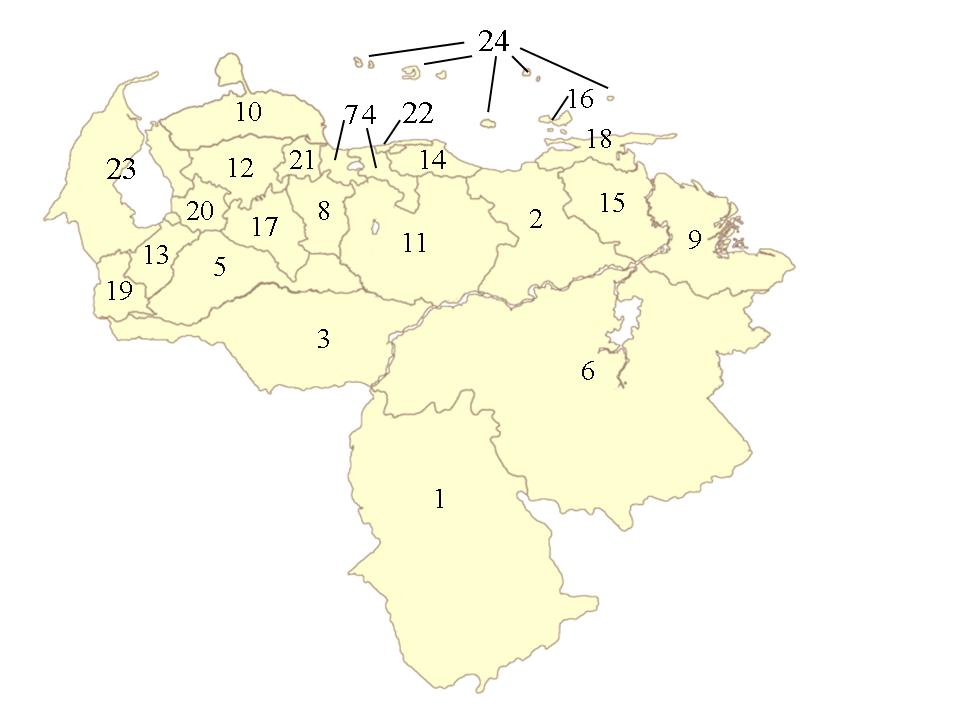
ベネズエラの地方自治体マップ。

1. アマソナス州 （Amazonas）
2. アンソアテギ州 （Anzoátegui）
3. アプレ州 （Apure）
4. アラグア州 （Aragua）
5. バリナス州 （Barinas）
6. ボリバル州 （Bolívar）
7. カラボボ州（Carabobo）
8. コヘデス州 （Cojedes）
9. デルタアマクロ州 （Delta Amacuro）
10. ファルコン州 （Falcón）
11. グアリコ州 （Guárico）
12. ラ・グアイラ州 （La Guaira）
13. ララ州 （Lara）
14. メリダ州 （Mérida）
15. ミランダ州 （Miranda）
16. モナガス州 （Monagas）
17. ヌエバ・エスパルタ州 （Nueva Esparta）
18. ポルトゥゲサ州 （Portuguesa）
19. スクレ州 （Sucre）
20. タチラ州 （Táchira）
21. トルヒージョ州 （Trujillo）
22. ヤラクイ州 （Yaracuy）
23. スリア州 （Zulia）
24. 連邦保護領（Dependencias Federales）
25. 首都地区 （Distrito Capital） （主な都市 チャカオ市、バルータ市、エル・アティージョ市）
26. グアヤナ・エセキバ州（Guayana Esequiba） - 領有権を主張、ガイアナが全域を実効支配[117]

### 主要都市
ベネズエラの主要な都市はカラカス（首都）、マラカイボ、バレンシアがある。

## 地理

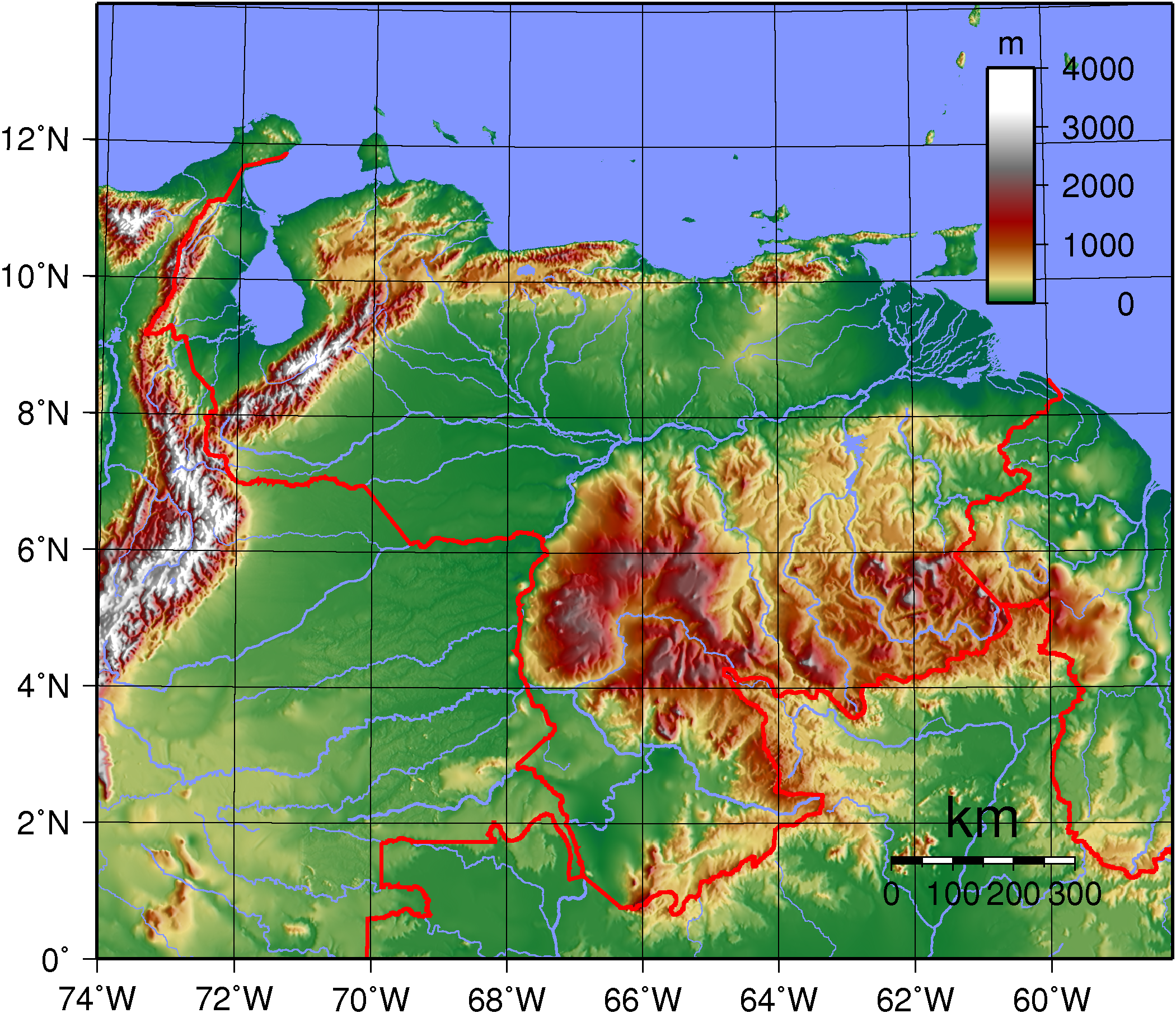
ベネズエラの地形図

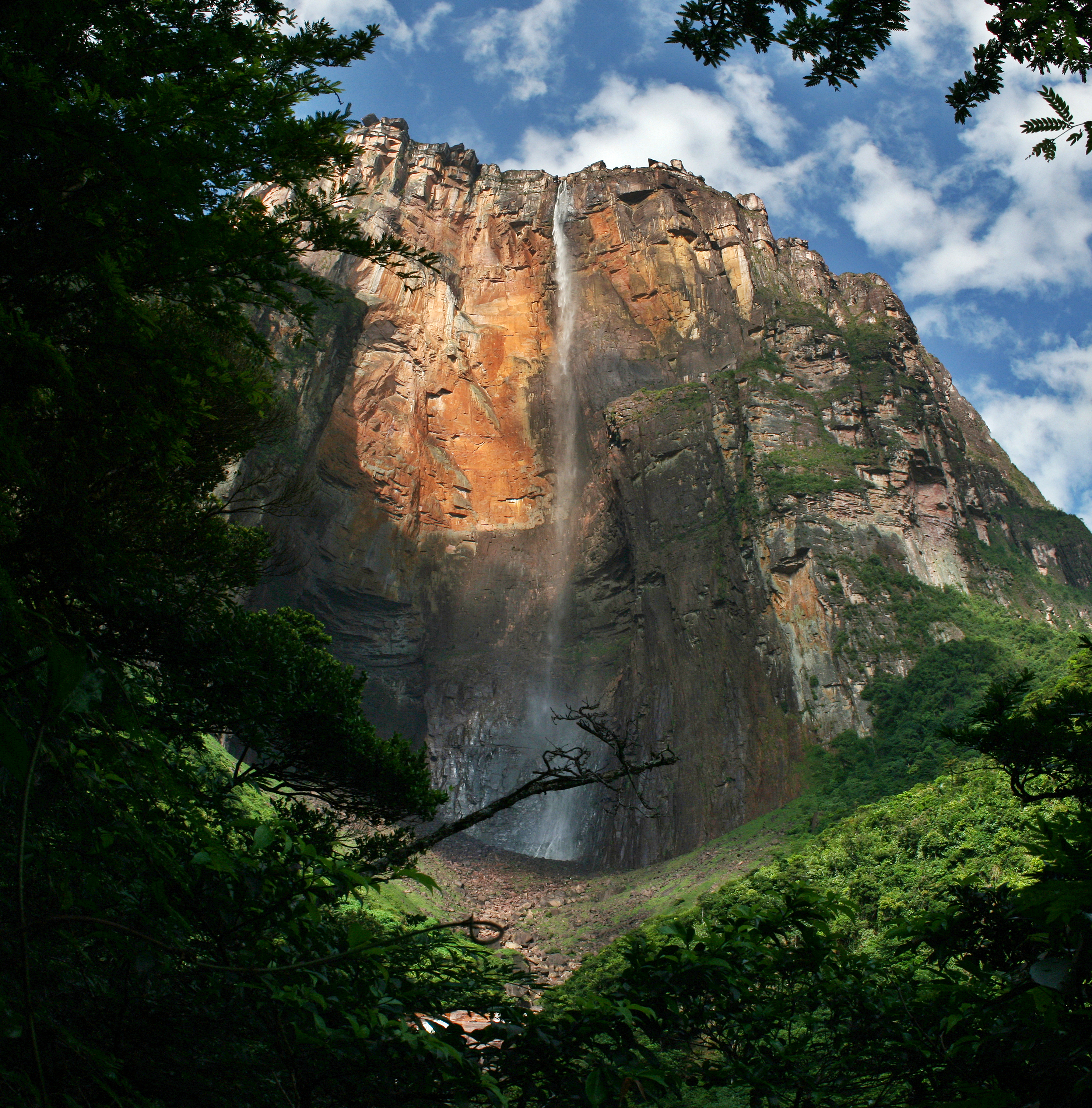
世界で最も高い滝、サルト・アンヘル。

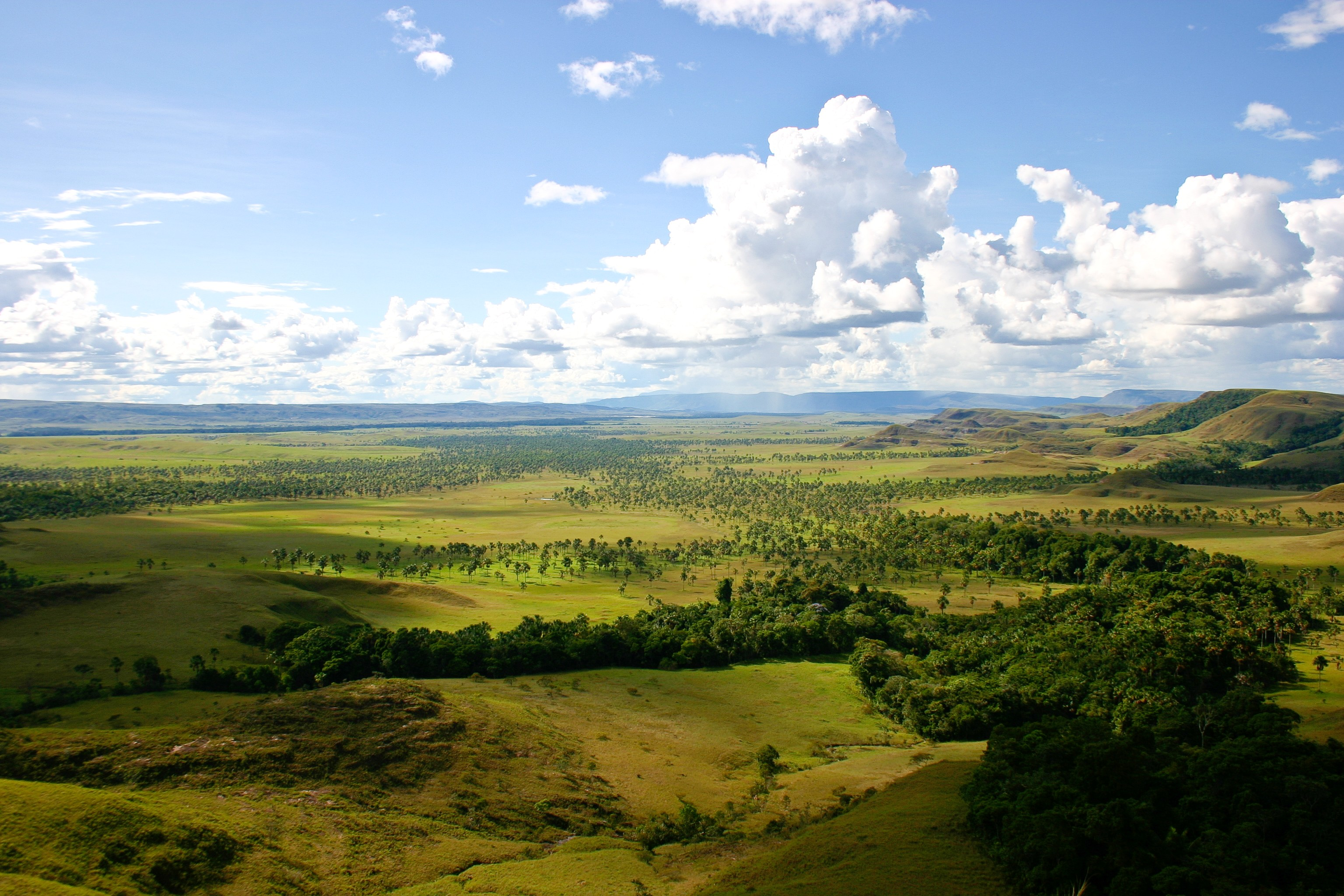
ラ・グラン・サバナのパノラマ。

北にカリブ海に面し、コロンビア、ブラジル、ガイアナに接する。中央部のジャングルをコロンビアからオリノコ川が流れている。北西部には南米最大の湖、マラカイボ湖が存在する。コロンビアから続くオリノコ川流域の平原部をリャノと呼び、国土の主要部はコロンビアのオリエンタル山脈を通してアンデス山脈が延びてきており、国内最高峰はメリダ山脈に位置する海抜4978mのボリバル山である。なお、南米大陸に位置してはいるが、国土は全て赤道以北、すなわち北半球に位置している。
国土はマラカイボ湖を囲むマラカイボ低地、西部から北部に広がるベネズエラ高原、オリノコ川流域平原のリャノ（スペイン語で平野を意味する）、そしてギアナ高地の四つの主要地域に分けられ、ベネズエラ高原はさらに中央高地、北東高地、セゴビア高原、メリダ山脈の四つの地域に分かれる。国土北部の海岸沿いをラ・コスタ山脈が東西に連なり、東部にはアラヤ半島、パリア半島が存在し、アラヤ半島沖にマルガリータ島が存在する。国土の80%がオリノコ川の流域であり、平らな大草原が広がっている。この草原地帯のリャノが国土の35%（380,000平方kmで、ほぼ日本の国土と同じ）、グアヤナ高地が国土の45%を占めるものの、人口の圧倒的な部分は北方の海岸線沿いのマラカイボ低地とベネズエラ高原に集中し、ベネズエラの多くの都市や村落は標高800m-1300mの人間が住むのに適した気候の谷間に存在する。
熱帯のため、雨季と乾季の区分がはっきりし、12月から4月が夏（ベラーノ）と呼ばれ、5月から11月が冬（インビエルノ）となり、6月から7月にかけて「サン・フアンの夏」と呼ばれる中だるみの季節が存在し、夏は乾季に、冬は雨季に相当する。カリブ海側は乾燥しており、カラカスの外港ラ・グアイラでは年間降水量が280mmしかない。リャノはサバナ (地理)が広がっており、サバナ気候であるゆえに乾季は完全に乾燥し、雨季は洪水となるため牧畜ぐらいの生産活動しかできず、こうした気候が屈強なリャネーロや、ホローポなどの文化を生み出した。
現在のベネズエラ政府は、ベネズエラの国土を海域、島嶼部、西北沿岸部、中北沿岸部、東北沿岸部、アンデス地方、リャノ地方、オリノコ川デルタ地方、アマゾン地方、グアヤナ地方という10の地理区分に分けて扱っている。

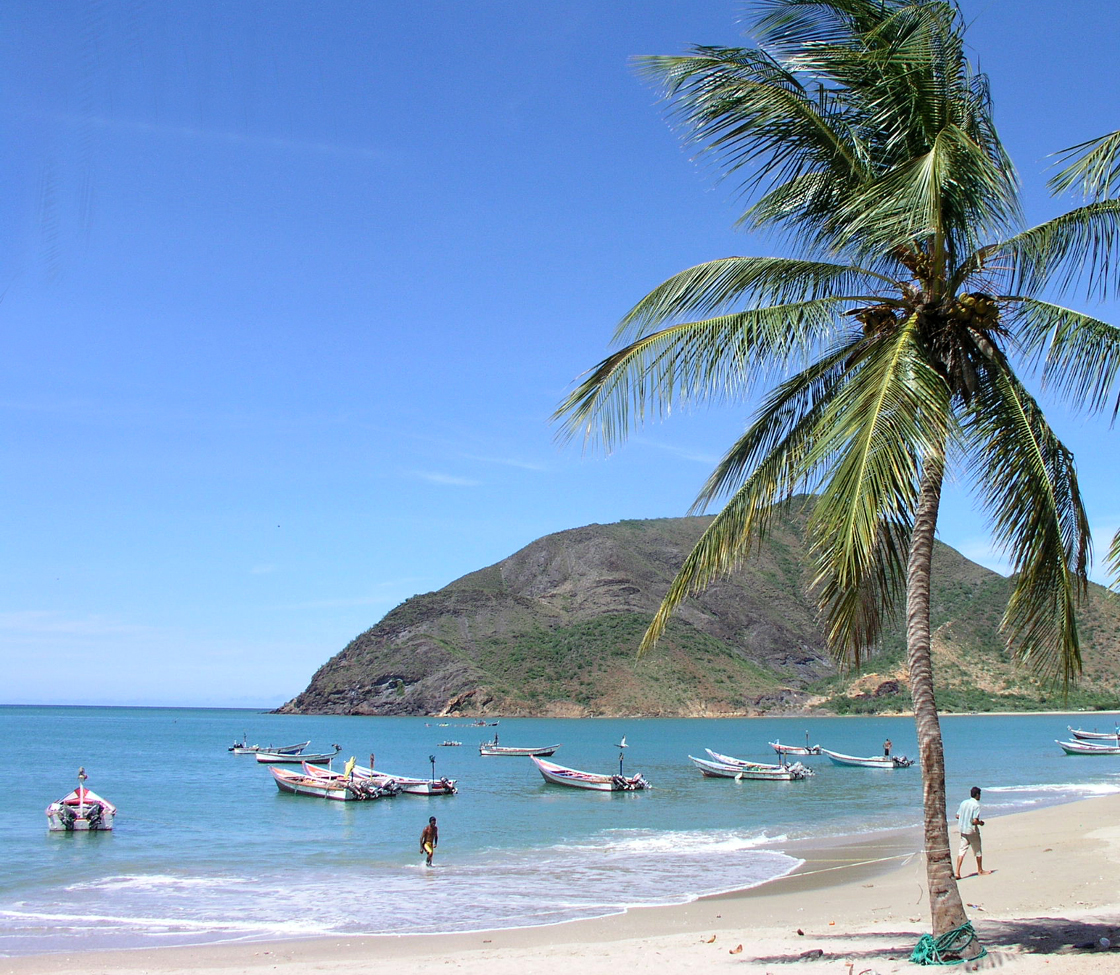
ヌエバ・エスパルタ州、マルガリータ島のビーチ
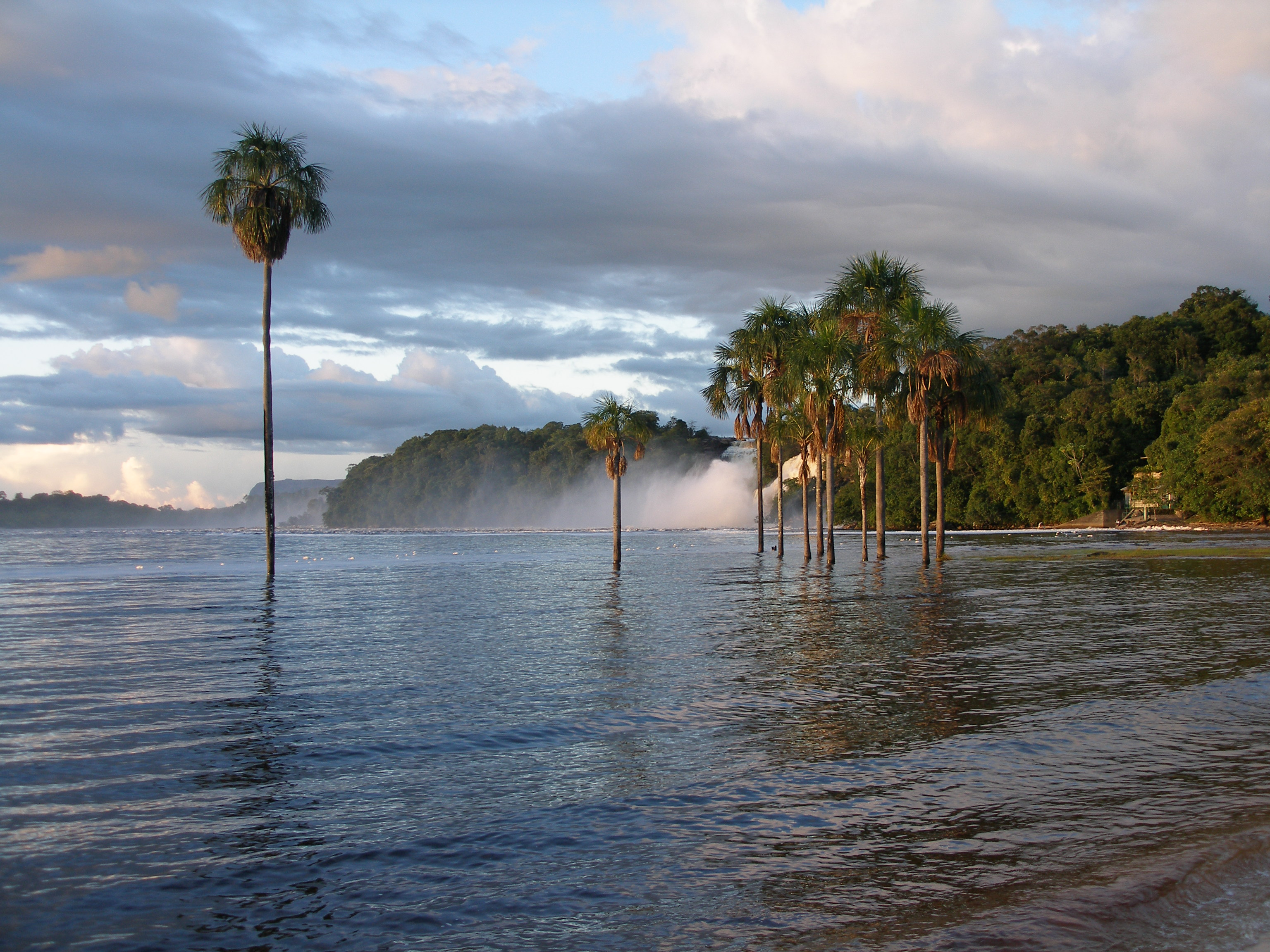
カナイマのグラン・サバナ
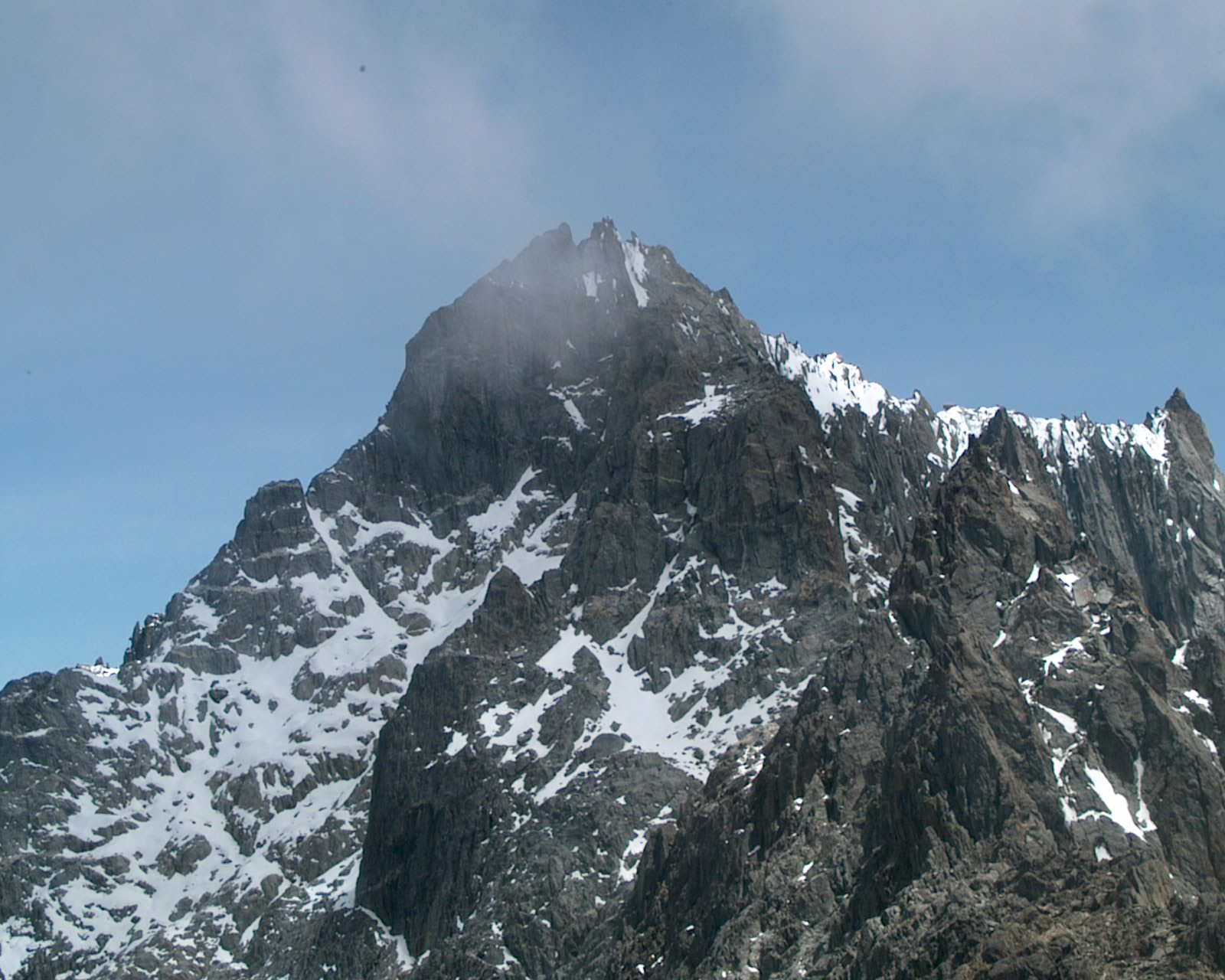
ボリバル山
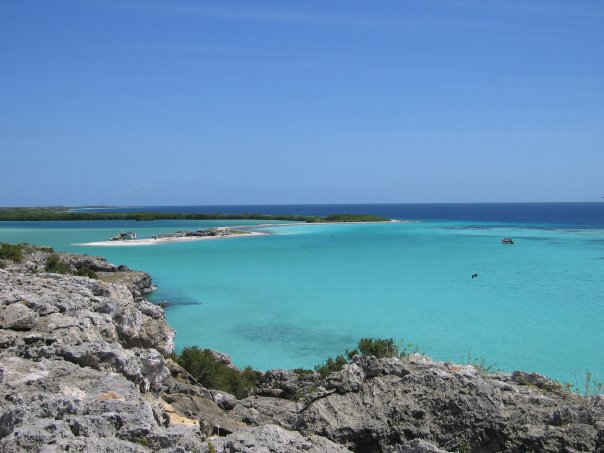
カリブ海の眺め
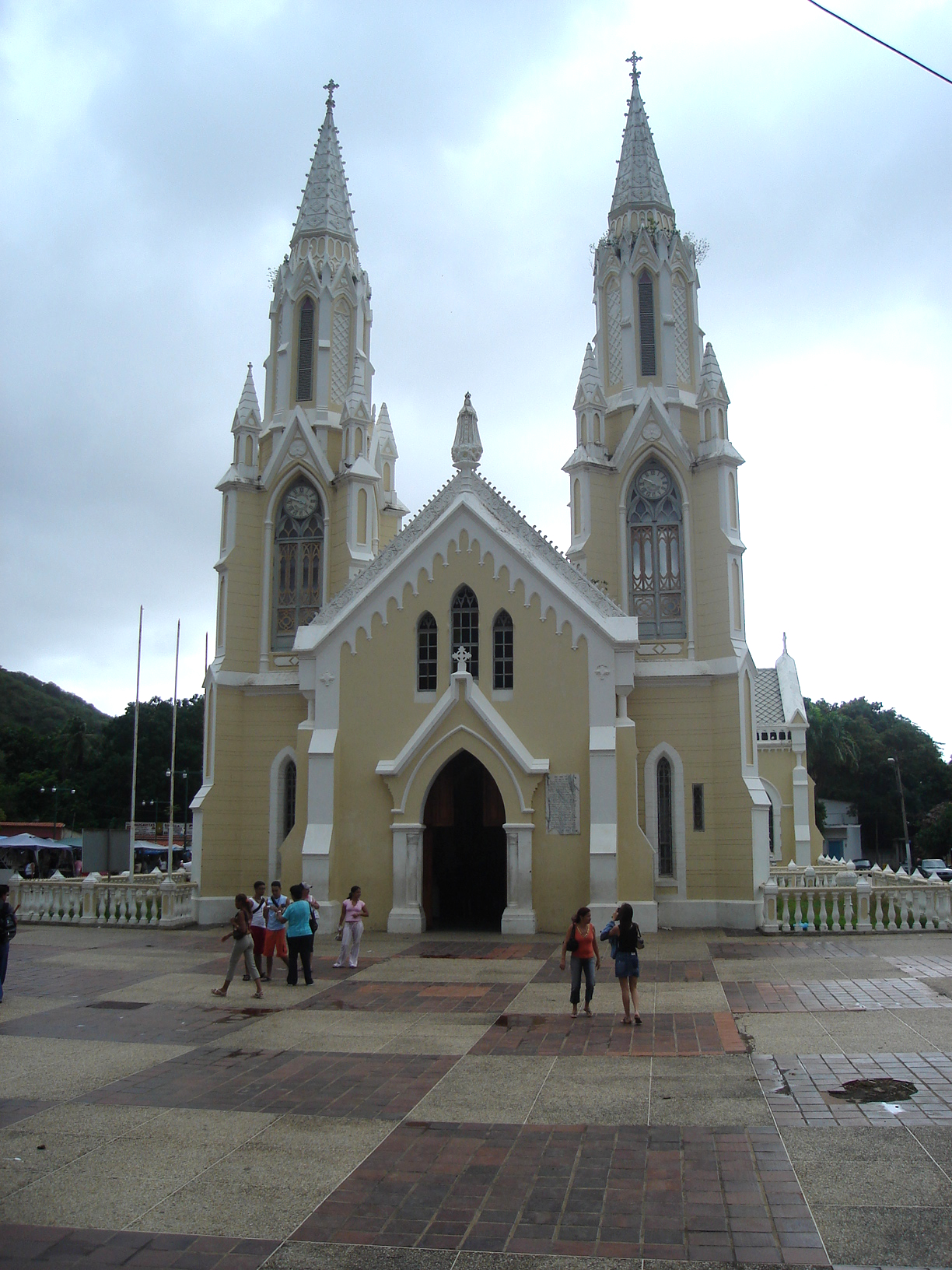
エル・バジェ・デル・エスピリトゥ・サント
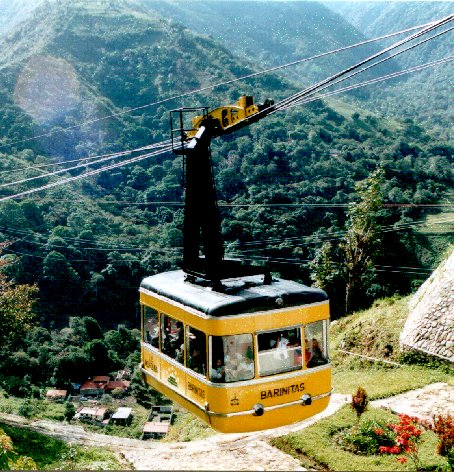
メリダのロープウェー
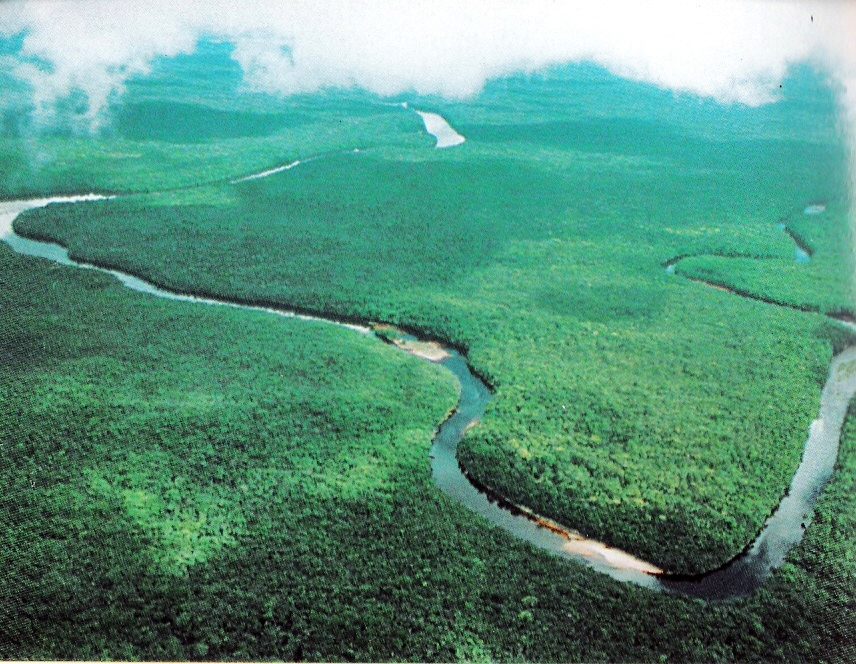
オリノコ・デルタ

## 経済

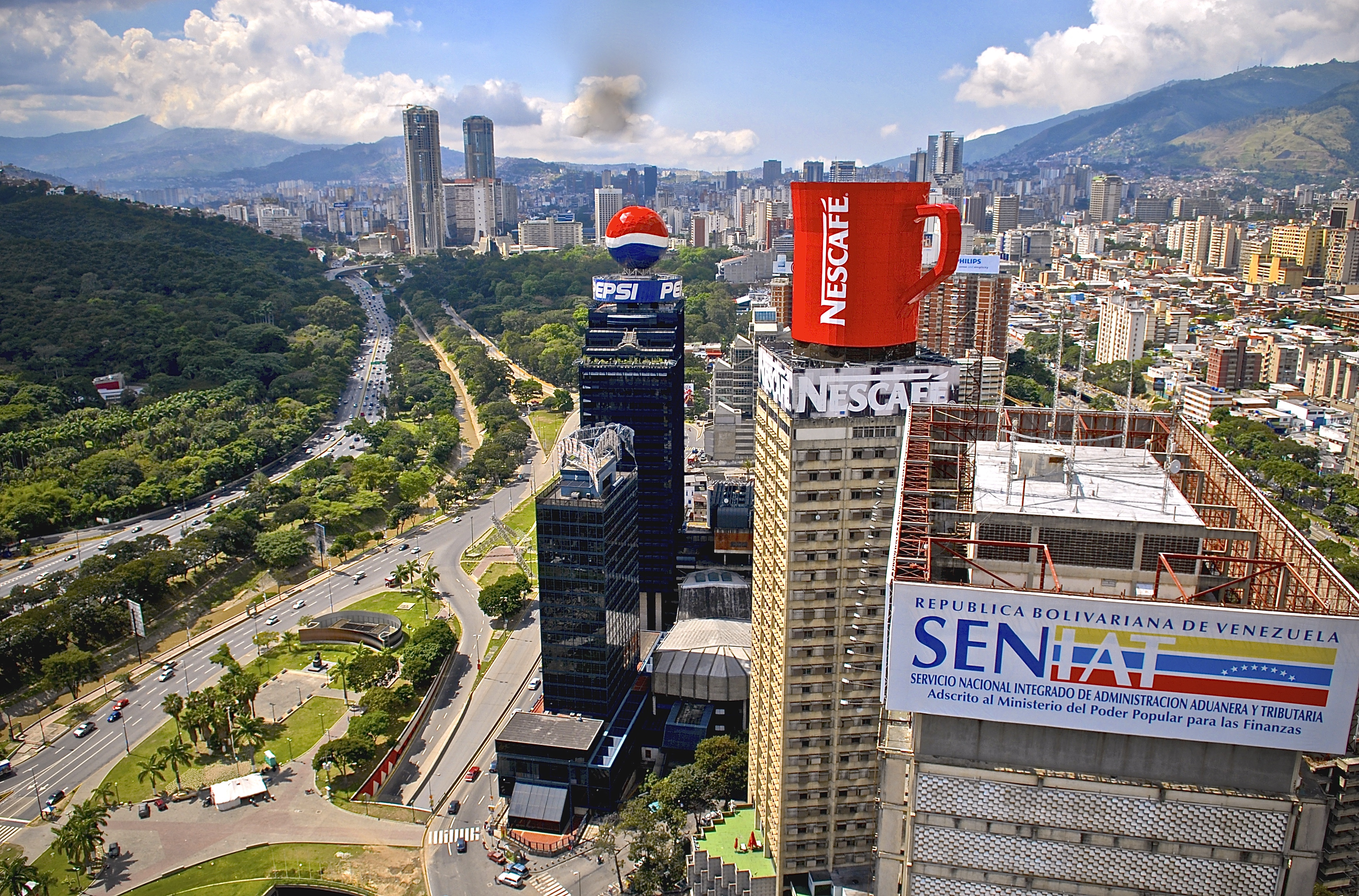
首都カラカス

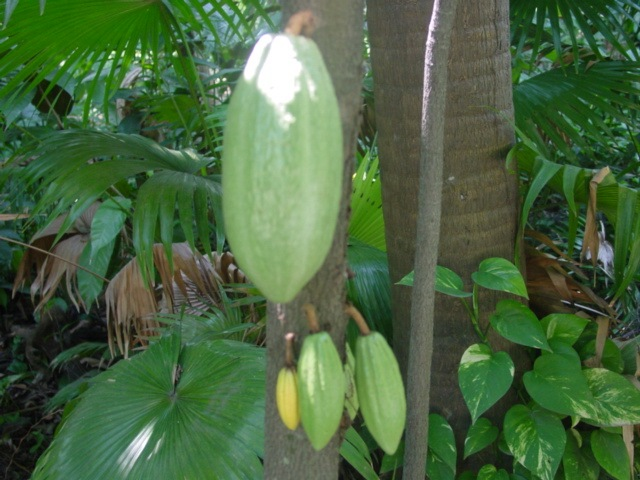
かつて主産業だったカカオ。

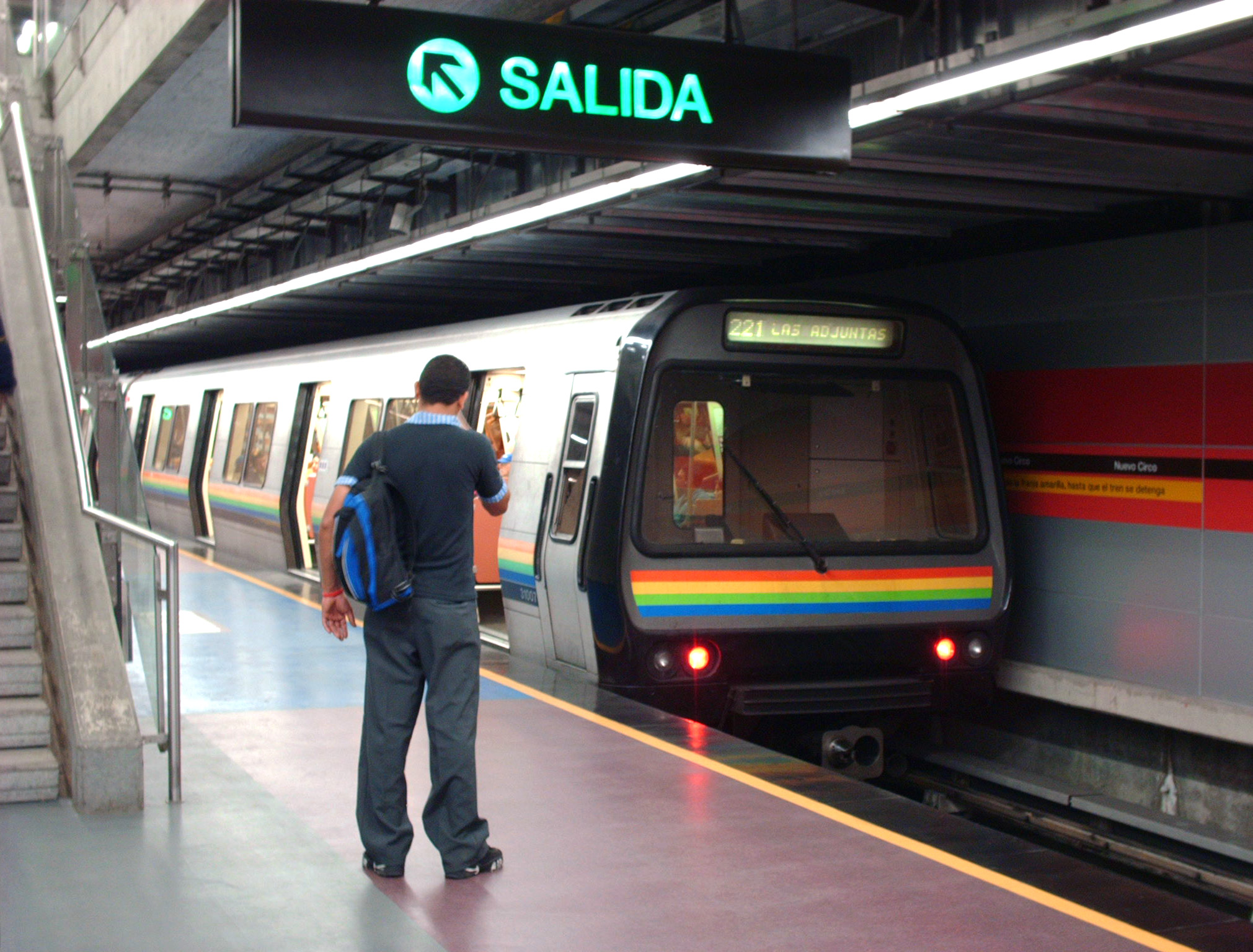
カラカス地下鉄の車両。

メルコスール、南米諸国連合、米州ボリバル同盟の加盟国である。アンデス共同体からは2006年に脱退している。
通貨はボリバル（VEB）。2007年6月の時点で世界で最も価値の低い通貨トップ5の一つであった。しかし、2008年1月よりそれまでの1000ボリバルを1ボリバル・フエルテにデノミネーションし、公式為替レートは1米ドル=2.15ボリバルとした。ただし後述するインフレーションの影響で、2017年には1米ドル=10ボリバル、変動レートで1米ドル=709ボリバルとなっているが、闇レートでは1ドル＝3000ボリバル以上で取り扱われる状態となっている。
産油や鉱物資源により1980年代ごろまでは南米でも最富裕国であったが、貧富の差が著しく一部の富裕層に富が独占されていた。その後、チャベス政権の誕生により格差是正などの貧困層重視の政策が試みられ、原油価格の高騰の恩恵を受け、貧困層への財政支出拡大などの効果により貧困率が改善し経済も好調となっていた。だが、その後の原油価格の下落や政策の失敗などにより経済状況は徐々に悪化し、特に2010年代に入ってからは価格統制などの市場原理を無視した政策によりハイパーインフレーションが慢性化し、市民生活が混乱に陥る危機的状況となっており、現在は多くの国民が貧困にあえいでいる。
ゴメス時代にマラカイボ湖で石油が発見されるまでは、ベネズエラはコーヒーとカカオを主としたプランテーション農業の国だったが、1930年代には石油輸出額が第一次産品を抜き、1950年代にアメリカ合衆国、ソ連に次ぐ世界第三位の産油国となった。その後1960年代、1970年代を通して高成長が続いたが、南米で最高だった一人当たりGDPは原油価格が下落した1983年を境に急落し続け、2002年にはボリバル換算で1960年の水準にまで落ち込んだ。このことから、ベネズエラは「失われた三十年」を経験したとの分析も存在する。
現在のベネズエラの経済は完全に石油に依存しており、輸出収入の96％が石油である（2014年時点）が、石油部門が雇用するのは就労人口の0.5%にすぎない。OPECの原加盟国であり1960年の設立に際して重要な役割を果たした。ポーランド、ハンガリー、クロアチアのような旧共産圏の東欧の水準に近い、中南米でトップクラスの高所得水準を誇った時期もあったが、その背景には豊かな鉱産資源があげられる。しかしながら、貧富の差が非常に大きく、ごく一部の層に富が集中しており、国内には膨大な貧困層を抱える。また、農牧業の生産性は低く、国内産業も貧弱であったために食料品を含む生活必需品の多くを輸入に頼る。
ベネズエラは2018年時点で、3028億バレルという世界最大の石油埋蔵国とされているが、その三分の一にあたる1120億バレルはオリノコ川流域に埋蔵されている、オリノコタールと呼ばれる超重質原油（オイルサンド）である。これはアスファルトのように粘度が高く、出荷するためにはナフサや軽質油で希釈するなどの処置が必要と採掘にかかるコストが高い。更に石油会社の人材も他国に流出し、経済制裁によってナフサなどの希釈剤の輸入も困難になったことで採掘能力も衰え、最盛期には日量300万バレルであった産油量も、2019年3月には100万バレルを割り込んでいる。
また後述するハイパーインフレなどの影響で、2022年時点でのベネズエラのGDPは、2015年の4分の1程度にまで縮小している。

### ハイパーインフレ
チャベス政権期から開始された「21世紀の社会主義」政策は経済活動の硬直化を招き、その過程で行った主要生産設備や企業の強制的な国有化と、それに伴う利益を度外視した杜撰な経営 により、物資不足と二桁以上のインフレーションが常態化している。2012年には、原油価格の高騰で5パーセントの成長率まで回復したものの、世界的な原油価格安により、2013年以降のベネズエラ経済は毎年ハイパーインフレーションに進行する危機的状況を迎えていた。公的な発表では、2015年9月から12月のインフレ率が108.7％に達したが、専門家はこの二倍に達すると見ている。2016年1月にマドゥロは経済緊急事態を宣言する事態となったが、食料品の高騰がつづき、日用品不足が深刻となっている。
2016年12月12日、最高額紙幣の100ボリバル・フエルテ紙幣の廃止を発表。大量の紙幣を国外に保有している麻薬組織への対抗措置とされているが、新たな最高額紙幣は20,000ボリバルであり実質的な通貨切り替えとなった。また、国民の個人情報を収集して電子決済にも利用できるICカード「祖国カード」を中国企業ZTEと共同開発するも人権侵害の懸念も起きた。
ハイパーインフレに伴い、最低賃金も次々と切り上げられている。2017年5月1日には、マドゥロが大統領に就任して以来15回目の切り上げを行い、月6万5,000ボリバル（実勢レート約1,700円）に達した が、インフレは止まらず同年末には月45万ボリバル（実勢レート約500円）となった。国際通貨基金は、2018年のベネズエラのインフレ率を2,300%超と予測している。野党優勢なベネズエラ議会によると、2018年2月末時点の物価上昇率は6,147%に達している。海外に印刷を発注している紙幣の輸入代金が足りず、紙幣不足がインフレを悪化させている。
豊富な原油を背景に世界幸福度報告では2015年には23位、2016年の44位と比較的上位に位置していたが、2017年には82位と順位を急速に低下させている。アメリカ大統領ドナルド・トランプは「（チャベスとマドゥロの）社会主義は原油埋蔵量世界一の国を電気を灯せないまでに荒廃させた」と批判している。
2017年9月15日、ベネズエラにとって最大の債権国 である中国の人民元に原油価格表示をドルから切り替えた。
2017年12月3日、石油・天然ガス・金などの資源で裏付けられた独自の仮想通貨であるペトロを導入することを発表、同年1月5日に1億単位のペトロが発行された。国家が発行する仮想通貨という点では世界初である。2019年には小売業で利用できるようになった。
2018年3月22日には通貨ボリバルを1000の1に切り下げるデノミネーション実施を発表したが、インフレはその後も進行し続けている。2018年の年間インフレ率はおよそ170万％に達し、2019年には大幅に鈍化したもののそれでも年間7374.4％となった。このためペトロを含む仮想通貨の取引量が活発となり、本来の通貨を代替する役割も負っている。ペトロの価格も下落が続き、2020年1月には国内の取引所で公定価格の50％以下で取引されるようになっている。国内ではアメリカ合衆国ドルの使用は制限されているが、アメリカ国内の銀行間取引を行える電子決済システムZelleで取引が主に行われており、マドゥロ政権もこれを半ば黙認している状態となっている。
2021年5月1日、労働相はメーデーの演説の中で、最低賃金を3倍に引き上げることを発表。ただし引き上げ後の最低賃金（月給700万ボリバル）では、既に肉1キロを買うことができない額となっている。8月に中央銀行は同年10月1日から再びデノミを実施すると発表。紙幣をボリバル・ソベラノからボリバル・デジタルに切り替え、単位を6桁（100万分の一）切り下げる。また緊縮・増税政策と自由主義的な経済緩和策、そして通貨の実質的なドル化が功を奏し、インフレは鈍化し、2022年時点ではプラス成長に転じている。

## 産業

### 鉱業
ベネズエラは、鉱物資源に恵まれた国である。サウジアラビアに次ぐ埋蔵量の超重質油がオリノコ川流域に存在し、ベネズエラ湾にも膨大なガスがある。ただし、石炭は759万トンと少ない。2017年の原油生産量は日量211万バレルで2006年の最大334万バレルから漸減している。
ベネズエラ国営石油公社（PDVSA）はアメリカ国内に現地法人を設立し、ベネズエラで生産した石油を販売している。
2009年にベネズエラ湾で大規模な天然ガスの埋蔵が発見されたと発表した。推定埋蔵量は7、8兆立方フィートで、原油に換算すれば最大で14億4000万バレルとしている。
ベネズエラの油田は、生産コストが70-80ドル（/バレル）と高く、埋蔵量の多さとは裏腹に原油価格が極端に高くならない限り国際的な価格競争には打ち勝てず、多くの時代を通じて逆ザヤになる。2020年の原油価格の指標の例では、20ドル（/バレル）台以下となっており採算を取ることは望めない状況となっている。
金属鉱物資源ではボーキサイト（500万トン、第7位、1.9%）、世界シェア1.9%の鉄鉱（1150万トン、第12位）、同1.4%のニッケル鉱（1.8万トン）のほか、金、ダイヤモンド、リンを産する。
このため輸出に占める鉱物、もしくは鉱物を原料とする工業製品の割合は金額ベースで約90%に達する。品目別では原油 （58.3%）、石油製品 （23.6%）、鉄鋼 （3.1%）、アルミニウム （2.0%）、化学薬品 （1.5%） である。

### 観光
南東部のオリノコ高地には、テーブルマウンテンやサルト・アンヘル （英名：エンジェル・フォール）で有名なギアナ高地がギアナ三国まで続いている。カリブ海には、ロス・ロケス諸島やマルガリータ島などのビーチリゾートがある。
アンデス山脈の観光地としては、メリダがある。ここには世界最長のロープウェイ（全長12.6 km）があり、そこの最高地点ピコ・エスペホからベネズエラ最高峰のボリバル山（5007m）へ行くことができる。

## 交通

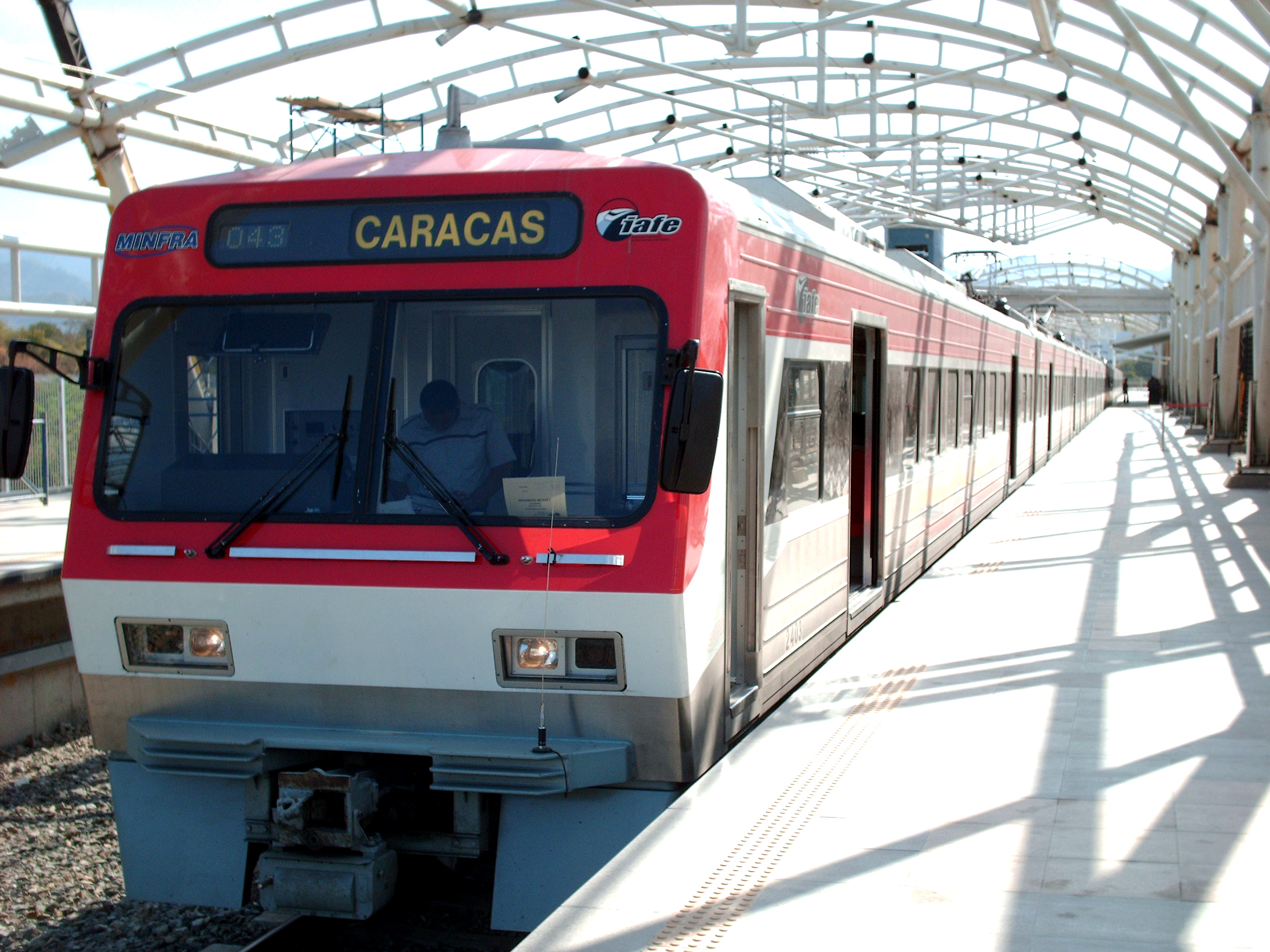
ベネズエラ国鉄近郊列車

カラカスやバレンシア、マラカイボには地下鉄もしくは都市鉄道が存在し、カラカス首都圏にはベネズエラ国鉄近郊列車やロステケス鉄道などの近郊鉄道も走っている。また、チャベス政権の誕生以降、鉄道交通が衰退した南米では最も野心的なベネズエラ国鉄による大規模な鉄道建設が中国の支援の元に急ピッチで進められる予定であった。だが、財政難と経済破綻による多くの計画は延期または頓挫しており、実際に完成したのはロステケス鉄道やカラカスと近郊を結ぶ一部の近郊路線などごく一部である。
航空はシモン・ボリバル空港によって南アメリカ、北アメリカやヨーロッパ諸国と結ばれている。

## 国民

### 民族

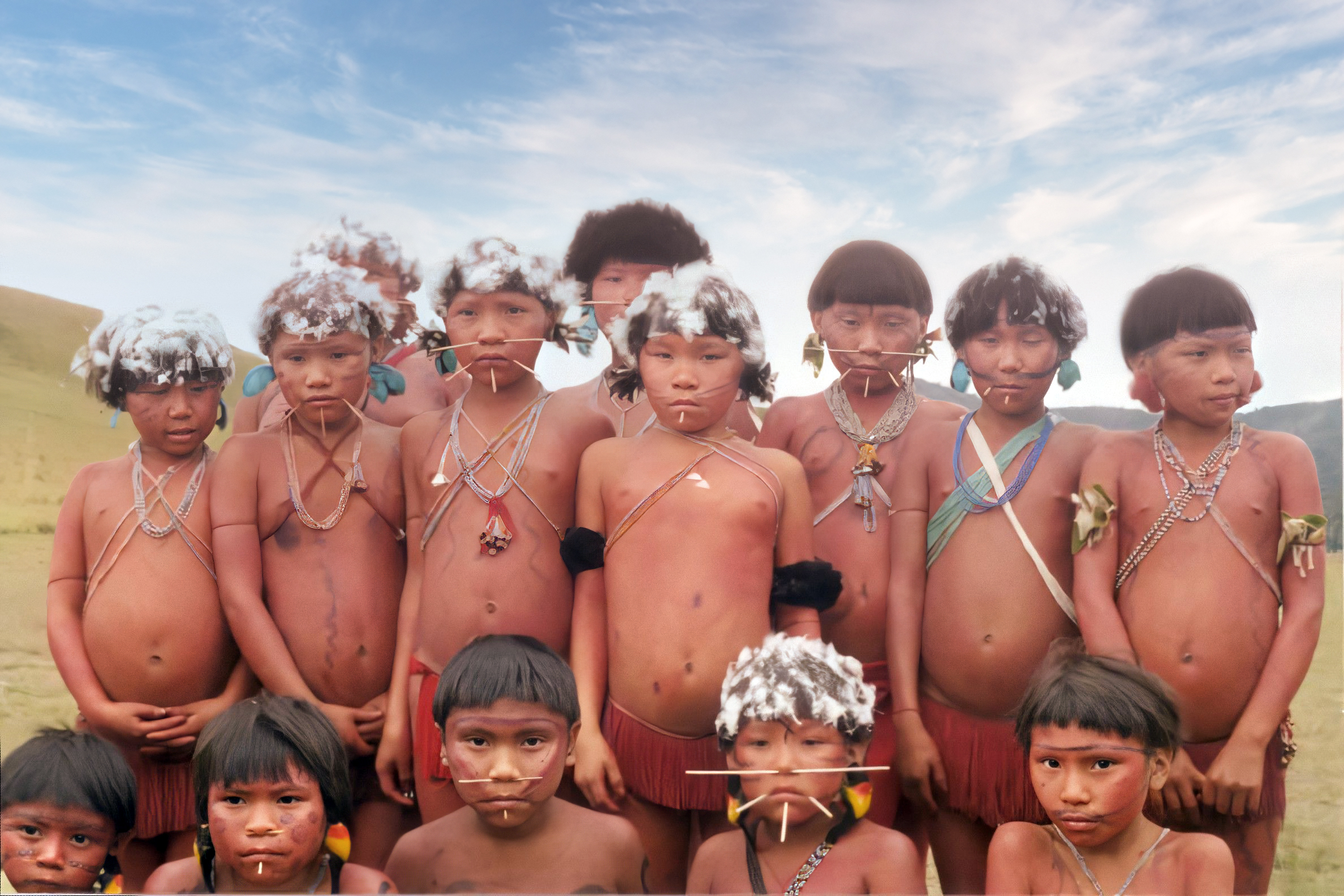
高地オリノコに住むインディヘナの部族、ヤノマミ人の子どもたち。

ベネズエラ人は多くの人種と民族が合流して生まれており、現在も移民が流入し続けている。先住民はインディヘナのカリブ人、アラワク人などが住んでいたが、現在先住民の社会を維持しているのはアマゾンの密林の中に住む少数である。白人は植民地時代のスペイン人が主で、当時は植民地社会の上層部にあった。独立後は他のヨーロッパ諸国からの移民も増え、近年では中南米諸国、特に隣国コロンビアからの、難民に近いような移民が多い。最近は政治的な理由により富裕層や中間層が国外へ流出している。また、不況や社会不安、就職難により、大学などで高度な教育を受けた移民2世以降が移民1世の母国に多く流出している。
アフリカ系ベネズエラ人は植民地時代に奴隷としてつれてこられた人々の子孫である。アジア系は他より少ないが、独立後に移民した華僑（中国系）がおり、小商店主として成功した者が多い。しかし、南米の国の中で日本からの移民はかなり少ない方であり、日系ベネズエラ人の人口は現在では800人程とウルグアイの日系人の倍程度である。
世代を重ねて混血が進んだため、人種集団をはっきり区分することはできない。人種別統計は長くとられておらず、そうした調査も実施されていない。しかし、北米、日本、欧州では各国の研究者が独自に調査した構成比が出回っている。それによれば、メスティーソ67%、ヨーロッパ系21%、アフリカ系10%、インド系2%とされる。ベネズエラ人の主流の意識は自らをメスティーソとし、ベネズエラをメスティーソの国とするものである。
そして現実社会では他のラテンアメリカ諸国と同じように上流階級が白人で占められている。当然のことだが白人が他人種より上にあるという関係が個人間でなりたつわけではなく、下層の白人も中流の黒人もいる。インディヘナはスリア州やオリノコ川南部に多く居住している。

### 移民
主な移民の出身地としては、イタリア、スペイン、ドイツ、ポルトガル、シリア、レバノン、インド、パキスタン、中国、日本、コロンビア、チリ、ドミニカ共和国、エクアドルなど。1940年代から1950年代にかけてヨーロッパからの移民ブームがあり、1950年から1958年までの間に、ポルトガル人を中心に実に45万人の移民が流入した。特に有名なドイツ系の入植地としてコロニア・トバールが挙げられる。帰国したものもいる。

### 人口
独立直後の1830年にはおよそ80万人ほどだったベネズエラの人口は、20世紀に入ってからも余り増加せずに1920年には推定で200万人ほどだった。しかし、第二次世界大戦後に急速に人口が増加し、1967年には推定900万人、1983年の調査では1639万人となっており、2007年には2600万人を越えた。人口の都市化率は85%であり、73%は北部のカリブ海沿岸100km以内に住んでいる。ただし、国土の約半分を占めるオリノコ川以南には人口の5%しか居住していない。
なお、2010年代のハイパーインフレによる経済的混乱から、2018年の時点で300万人以上が南米各国へ流出したと推測されており、混乱が収まらない限り今後も増加する見込み。

### 言語
言語はスペイン語（ベネズエラ・スペイン語）が公用語であり、かつ日常生活で最も使われている。31のインディヘナの言葉があり、政府は先住民の言語を通用させる努力を規定しているが、話す人は限られている。その他にも移民によってドイツ語、ポルトガル語、ガリシア語、イタリア語などが話されている。

### 宗教

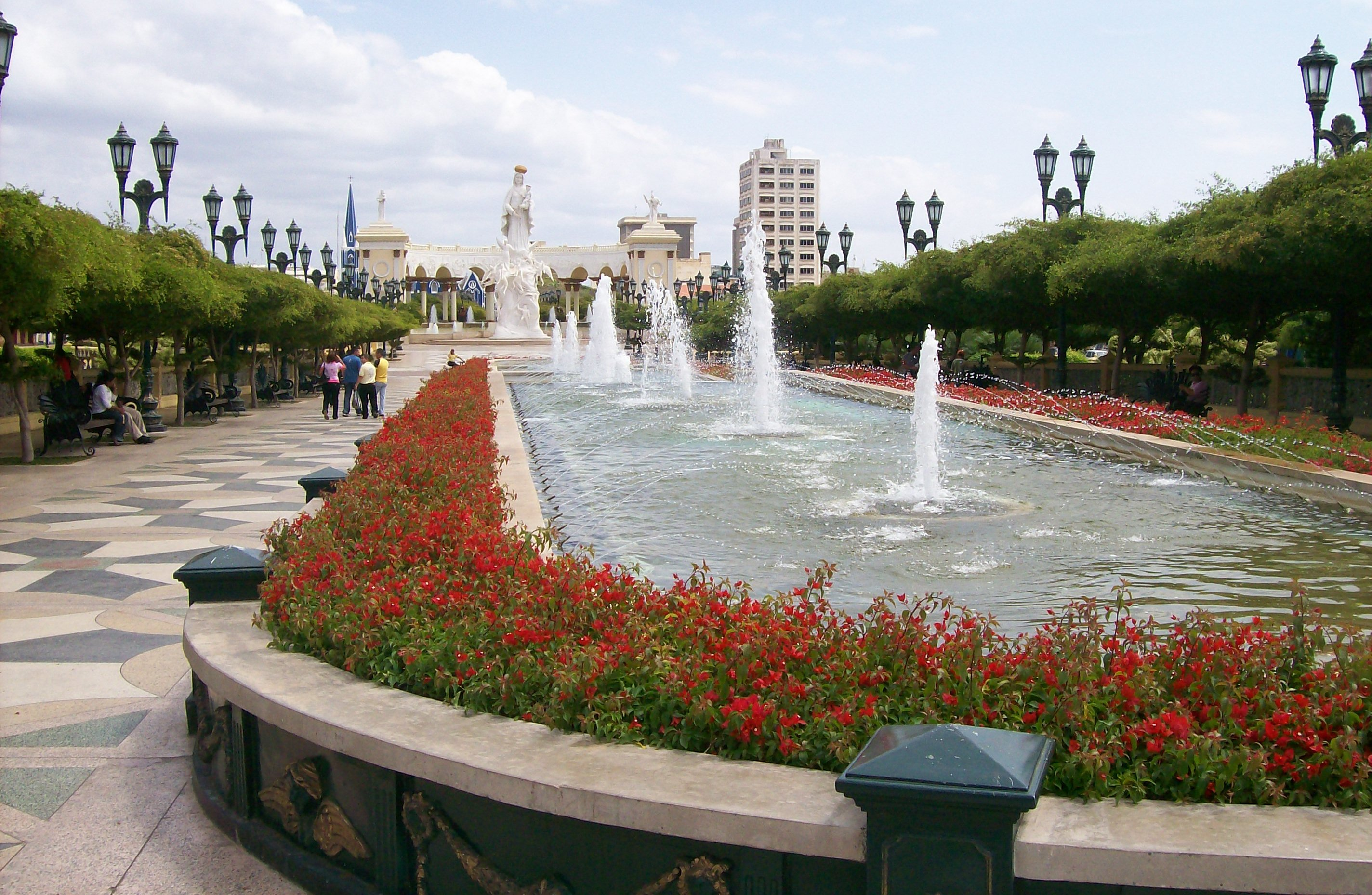

宗教はローマ・カトリックが76%、プロテスタントが2%、その他が2%である。その他の宗教としてはイスラム教、ユダヤ教など。

### 教育

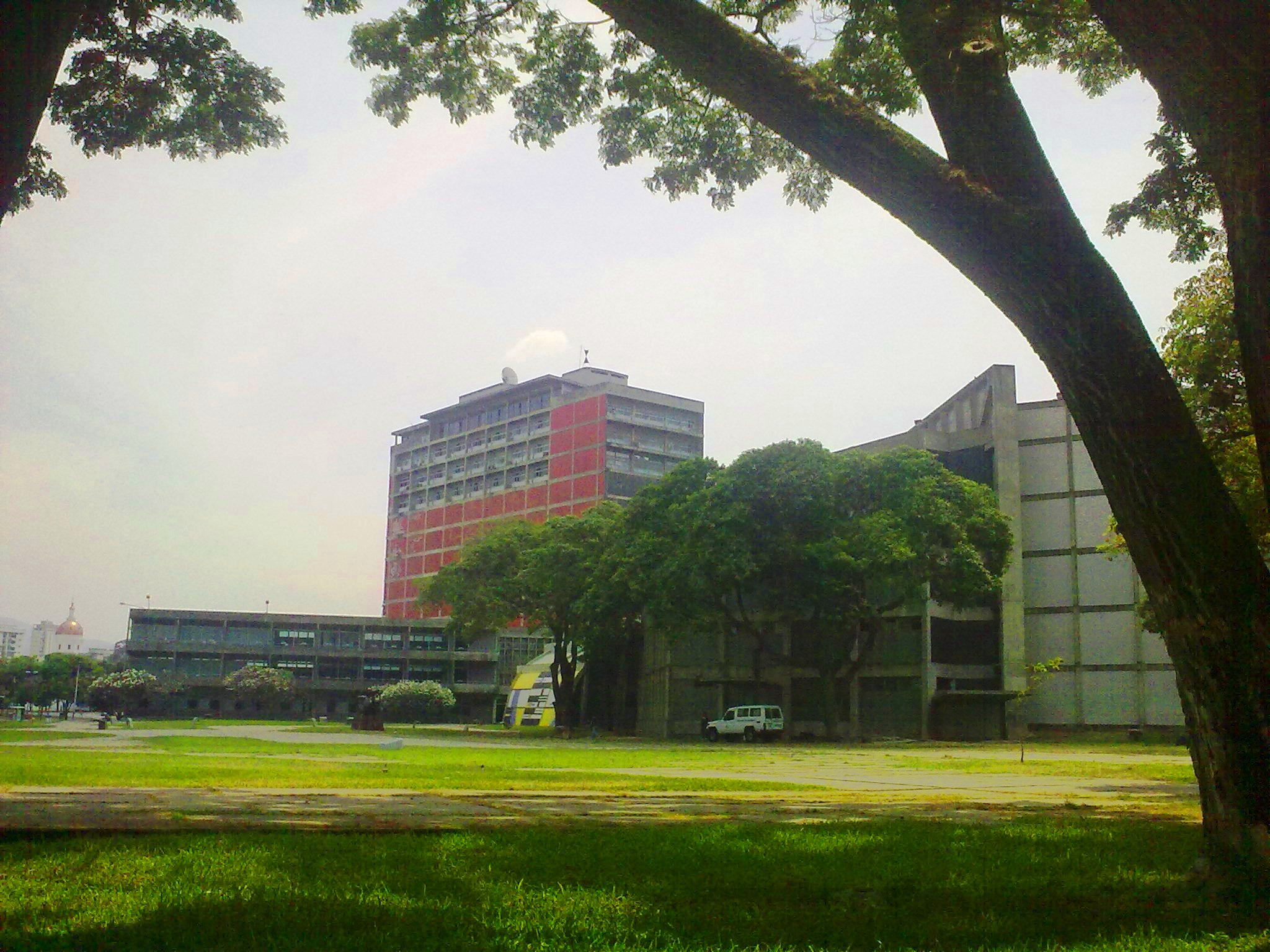
カラカスの大学都市。

2001年のセンサスによると、ベネズエラの15歳以上の国民の識字率は93.0%であり、ラテンアメリカ域内では中程度の部類に入る。6歳から15歳までの国民を対象に義務教育が行われており、初等教育と前期中等教育は無償である。主な高等教育機関としてはベネズエラ中央大学（1721年）、ロス・アンデス大学（1785年）、カラボボ大学、スリア大学（1891年）、シモン・ボリバル大学（1967年）などが挙げられる。
チャベス政権が推進していた社会政策の一つに「第二次ロビンソン計画」がある。初等教育（6年）の未終了者を対象とし、受講期間は二年。第一回終了式が、2006年8月、首都カラカスで行われ、32万5000人が修了証書を受け取る。修了者は、「リバス計画」（中等教育）や「見つめ直そう計画」などに進むことが出来る。これらの計画の受講中は、奨学金が給付される。
さらに、ベネズエラの教育で特色あるものとしてエル・システマというメソッドで行われる音楽教育が挙げられる。ホセ・アントニオ・アブレウが1975年に始めたもので、主に貧困層の児童を対象に無償で施されるクラシック音楽の教育は、ストリートチルドレンの救済や非行少年の更生に大きな成果を上げてきた。35年以上にわたり歴代の政権も支援をしており、35万人がこの教育を受けている。現在ではボリーバル音楽基金によってシモン・ボリバル・ユース・オーケストラ・オブ・ベネズエラ、テレサ・カレーニョ・ユース・オーケストラ、児童オーケストラなど200以上もの楽団が運営されており世界的にも高い評価を得ている。また、このシステムで学び指揮者となったグスターボ・ドゥダメルのように国際的に活躍する音楽家も輩出している。

### 治安
ベネズエラの治安は現在、世界最悪水準とされる。1999年以降、殺人事件発生率は増加の一途を辿っており、2003年をピークに一旦減ったものの、2005年8月以降は再び増加に転じた。2012年現在、ベネズエラの殺人発生率はホンジュラスについで世界第二位である。営利誘拐の増加も社会問題となっている。カラカス市内では特急誘拐（被害者を銃などで脅し一時的に拘束し、ATMから現金を引き出させたり、貴重品や車両を奪う強盗）が多い。現職警察官や国家警備隊員は腐敗しており、さらに彼らによる犯罪も見受けられ、モラルの低下が問題となっている。
2017年7月現在も政治や経済の混乱が続いており、それが治安の悪さの原因の一つとなっており、食糧不足と相まって、国外へ逃れる貧困層が急増している。

## 文化

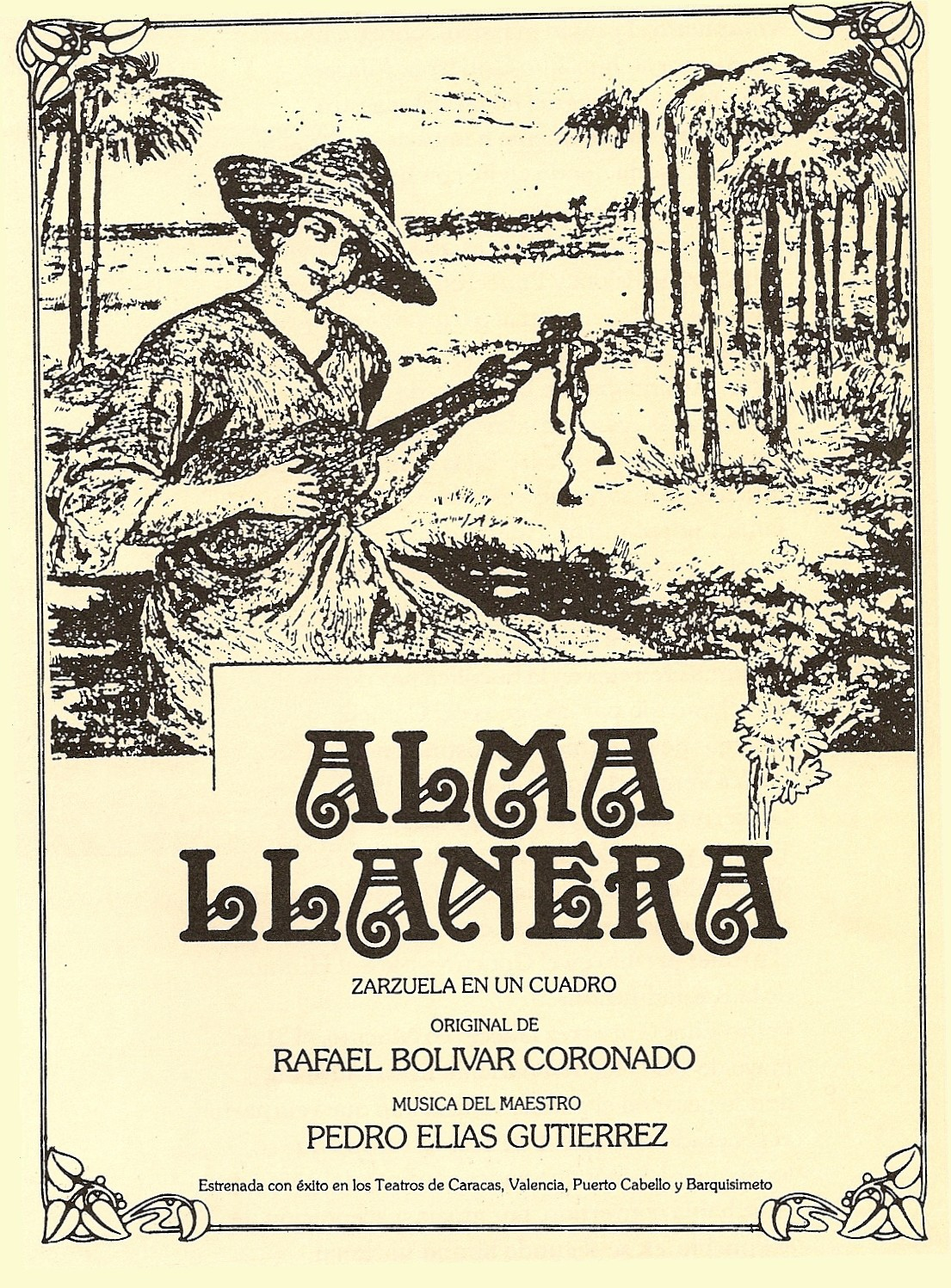
アルマ・ジャネーラ（平原児の魂）。ベネズエラでは第二国歌とされている。

ベネズエラの文化はインディヘナの文化の上にスペイン、アフリカの影響が強く築かれ、様々な文化が融合し、ラテンアメリカ的な伝統に大きく影響を受けている。

### 食文化

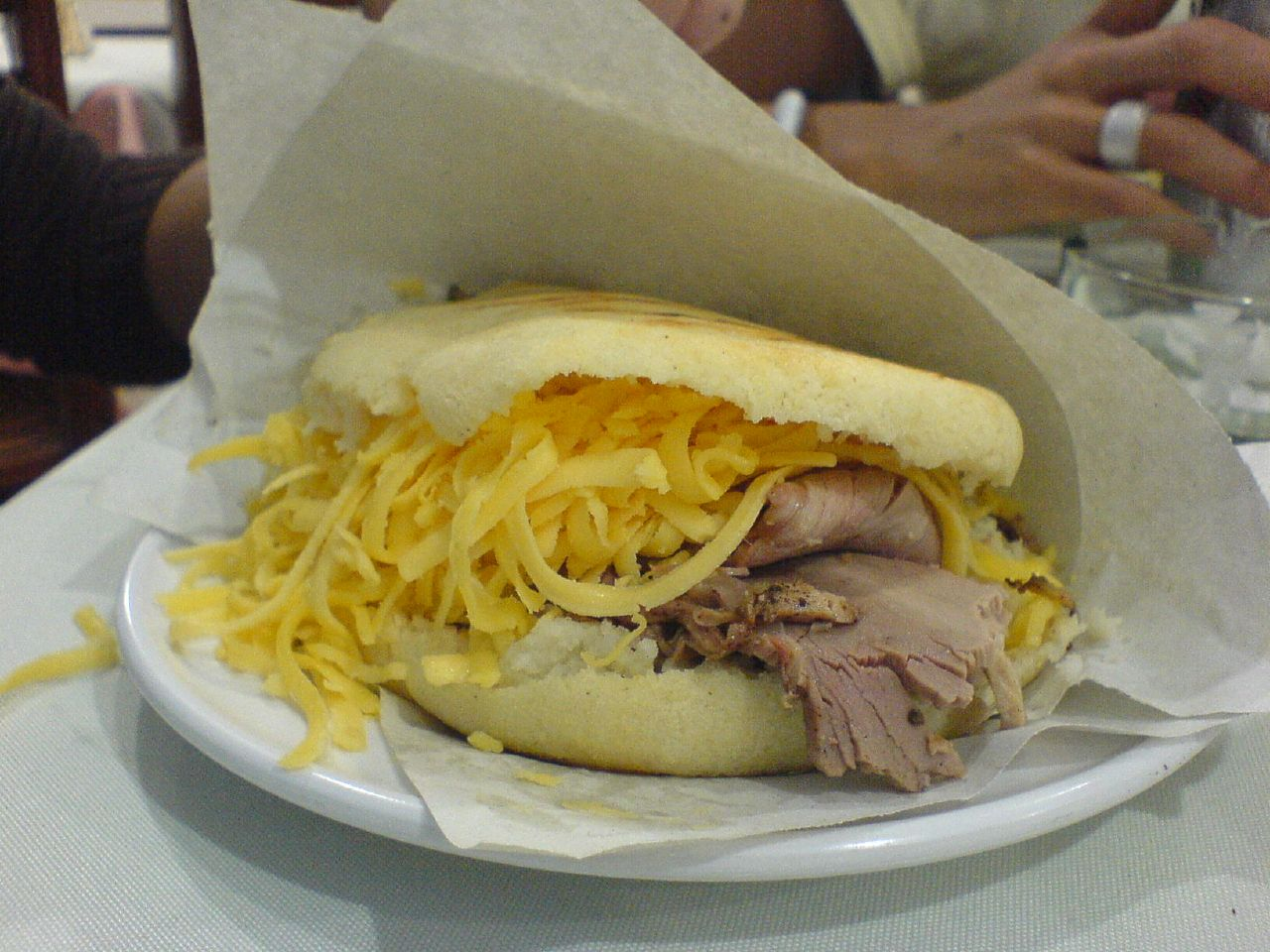
ベネズエラのアレパ・アサーダ・

中央アメリカから広がるトウモロコシ文化圏の国であり、アレパと呼ばれるトウモロコシから作るパンのようなものが一般に食べられている。飲み物としては、ロン（ラム酒）が広く飲まれており、お茶やコーヒーの代わりに熱したチョコレートを飲む習慣もある。スペイン料理やイタリア料理も一般に食べられている。

### 文学

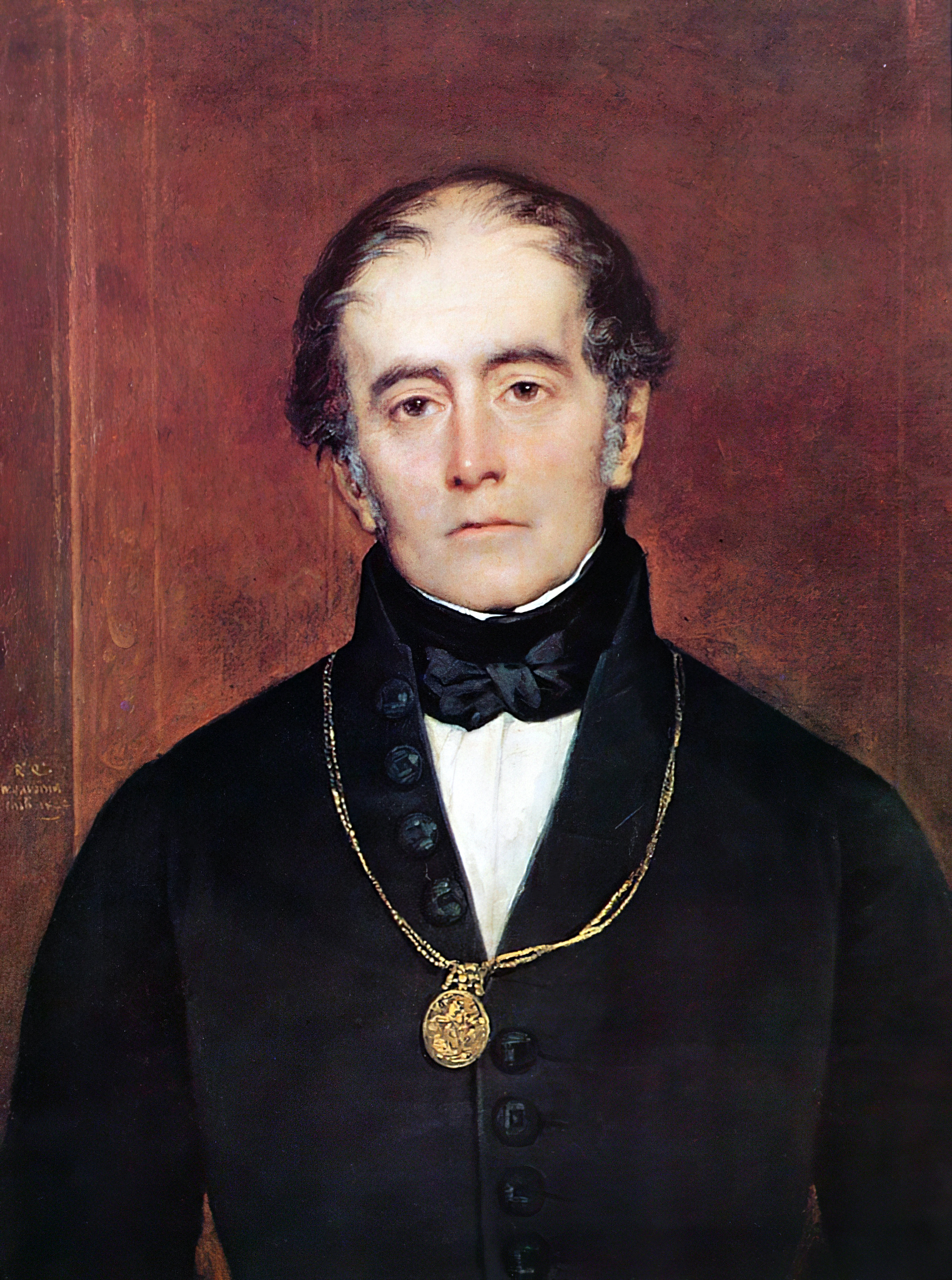
アンドレス・ベーリョ。

先コロンブス期には先住民の口承文学が存在した。植民地時代にスペイン人の文学が取って代わり、19世紀に入ると独立を巡る政治的過程の中で、フランシスコ・デ・ミランダの自伝などの文学が発達した。独立後はロマン主義などが発展した。19世紀後半から20世紀の間はモデルニスモとアバンギャルドが文学潮流となった。
特に重要なベネスエラ出身の文学者としてはフアン・アントニオ・ペレス・ボナルデ、エドゥアルド・ブランコ、アンドレス・エロイ・ブランコ、ロムロ・ガジェーゴス、アルトゥーロ・ウスラール・ピエトリ、ミゲル・オテーロ・シルバ、マリアーノ・ピコン・サラス、アドリアーノ・ゴンサレス・レオン、ホセ・アントニオ・ラモス・スクレ、ラファエル・カデナス、ビクトル・ブラーボ、サルバドール・グアルメンディアなどが挙げられる。
1964年にスペイン語圏の優秀な小説家に対して贈られるロムロ・ガジェーゴス賞が設立された。

### 音楽

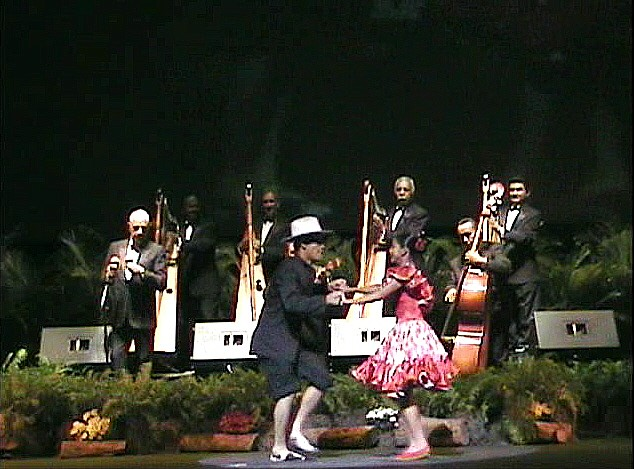
ホローポ。

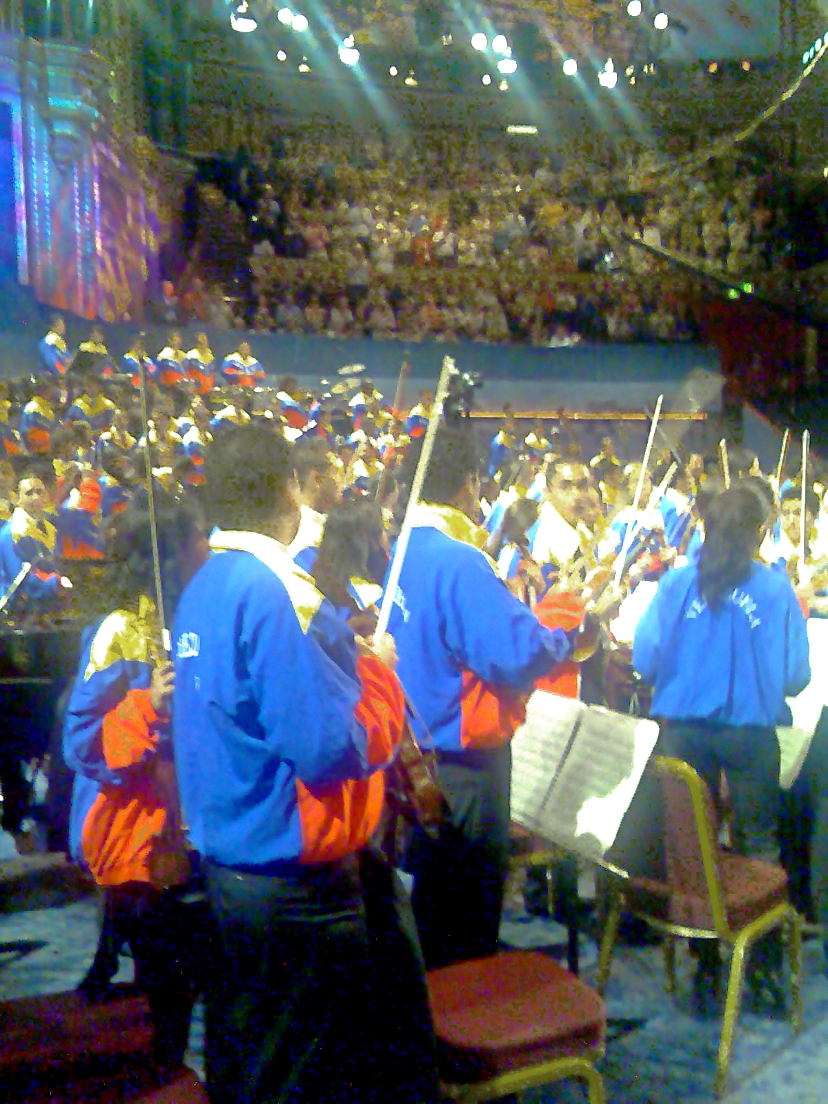
シモン・ボリバル・ユース・オーケストラ・オブ・ベネズエラ。

リャノから生まれた舞踊の音楽ホローポは国民音楽であり、アルマ・ジャネーラ（平原児（ジャネーロ）の魂）というオペレッタから生まれたフォルクローレは第二国歌とも呼ばれている。スペイン伝来のクアトロ（4の意味から四弦）やアルパなどの楽器や、その他にはマラカスが広く使われている。日本でも良く知られているコーヒー・ルンバはベネズエラ出身のアルパ奏者、ウーゴ・ブランコによって演奏されてヒットした曲である。
古くはメレンゲ（ドミニカ共和国のメレンゲとは異なる）がダンス・ミュージックだったが、これはやはりカリブ海諸国の常としてサルサに取って代わられた。このためサルサにおいてベネズエラは何人かの重要なミュージシャンを輩出している。他にも1960年代からマラカイボ周辺でガイタ（スペインのガリシア地方のバグパイプに由来）というスタイルのリズムが流行し、1980年代からカリブ海岸の都市で黒人音楽タンボール が復古されている。
著名な音楽家としては、フォルクローレのセシリア・トッドやシモン・ディアス（『カバージョ・ビエホ』の作曲者）、セレナータ・グアヤネーサ、ロックのデソルデン・プブリコスなどが挙げられる。
現代クラシック音楽界にでは、シモン・ボリバル・ユース・オーケストラ・オブ・ベネズエラおよび同オーケストラ出身の指揮者であるグスターボ・ドゥダメルが高い評価を受けている。また国家的音楽教育システム「エル・システマ」も注目されている。

### 映画
ベネズエラは映画製作が盛んな国ではないが、社会問題となっている営利誘拐を取り扱ったジョナサン・ヤクボウィッツ監督の『ベネズエラ・サバイバル』（2005）は国際的に公開されたベネズエラ映画である。

### ミス・コンテスト
2012年時点で、ベネズエラはそれぞれ6名のミス・ユニバース、ミス・ワールド、ミス・インターナショナルを輩出している。また、『ミス・ベネズエラ』は各代表選考を兼ねたベネズエラ国内のミス・コンテストである。

### 世界遺産
ベネスエラ国内には、ユネスコの世界遺産リストに登録された文化遺産が2件、自然遺産が1件存在する。

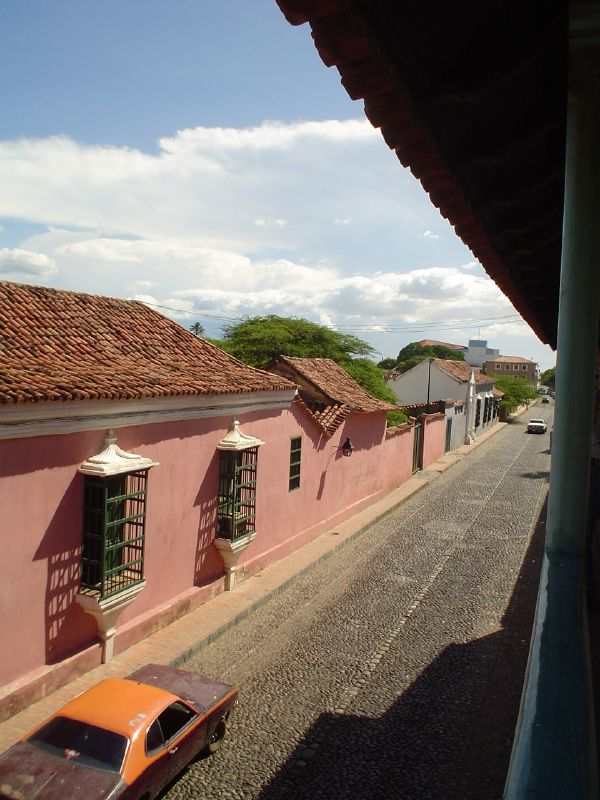
コロとその港 - （1993年、文化遺産）
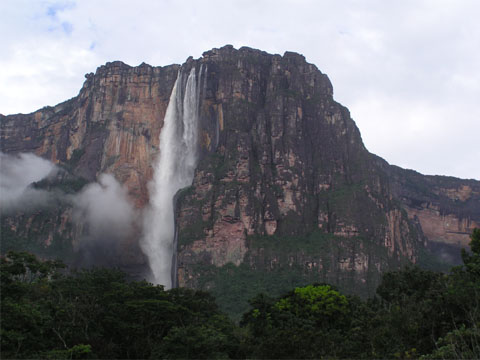
カナイマ国立公園 - （1994年、自然遺産）
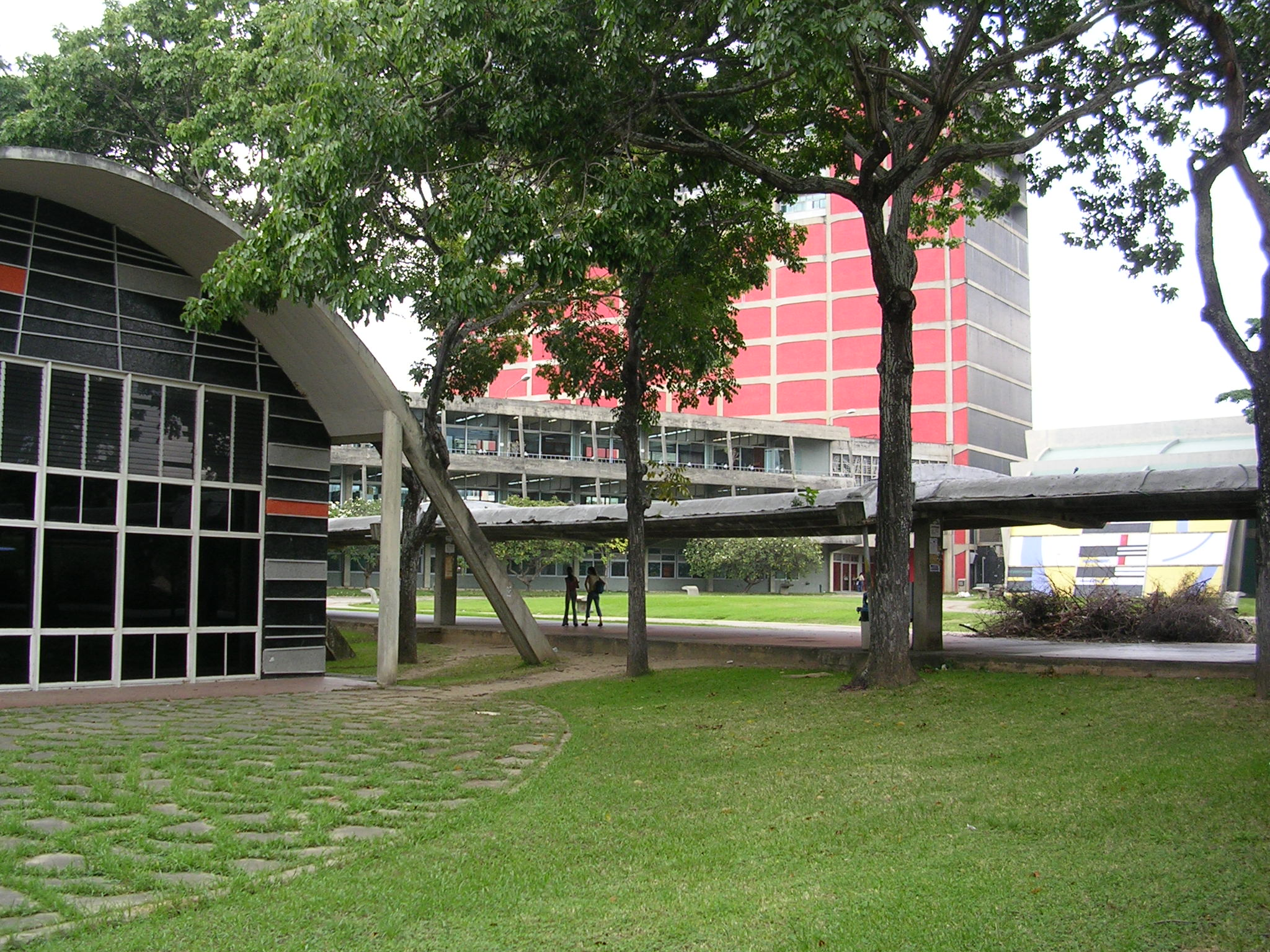
カラカスの大学都市 - （2000年、文化遺産）

### 祝祭日
| 日付     | 日本語表記                                         | スペイン語表記                                                                      | 備考 |
| -------- | -------------------------------------------------- | ----------------------------------------------------------------------------------- | --- |
| 1月1日   | 元日                                               | Año Nuevo                                                                           | |
| 1月6日   | 公現祭                                             | Día de los Reyes Magos                                                              | |
| 1月15日  | 師の日                                             | Día del Maestro                                                                     | |
| 2月か3月 | カルナバル                                         | Carnaval                                                                            | |
| 2月4日   | ボリバル革命の日                                   | Día de la Revolución Bolivariana                                                    | |
| 3月か4月 | 聖週間                                             | Semana Santa                                                                        | |
| 4月19日  | 独立宣言の日                                       | Declaración de la Independencia                                                     | |
| 5月1日   | メーデー                                           | Día del Trabajador                                                                  | |
| 5月17日  | 国際コンタドールの日                               | Día Internacional del Contador                                                      | |
| 6月24日  | カラボボ戦勝記念日                                 | Batalla de Carabobo                                                                 | |
| 7月5日   | 独立記念日                                         | Día de la Independencia                                                             | |
| 7月24日  | シモン・ボリバル生誕記念日                         | Natalicio del Libertador Simón Bolívar                                              | |
| 8月3日   | 国旗の日                                           | Día Nacional de la Bandera                                                          | |
| 8月4日   | ボリバリアーナ国家警備隊の日                       | Día de la Guardia Nacional Bolivariana                                              | |
| 9月11日  | コロモトの聖母の日                                 | Dia de Nuestra Señora de Coromoto                                                   | |
| 10月12日 | インディヘナの抵抗の日                             | Día de la Resistencia Indígena                                                      | 旧民族の日（Día de la Raza）。元々はコロンブスのアメリカ発見を称えたものだったが、チャベス政権に入ってからグアイカイプーロを称えて変更された。 |
| 11月1日  | 諸聖人の日                                         | Día de Todos Los Santos                                                             | |
| 12月8日  | ウゴ・チャベス最高司令官と祖国のための愛と忠誠の日 | Día del Comandante Supremo de Hugo Chávez y Día del Amor y la Lealtad por la Patria | |
| 12月10日 | 空軍記念日                                         | Día de la Aviacion Militar Venezolana                                               | |
| 12月17日 | 解放者の命日                                       | Conmemoración de la Muerte del Libertador                                           | |
| 12月25日 | クリスマス                                         | Navidad                                                                             | |
| 12月31日 | 大晦日                                             | Fin de año                                                                          | |

### スポーツ
ベネズエラはオリンピックには1948年ロンドン大会から参加しており、冬季オリンピックには1998年長野大会から参加している（2010年バンクーバー大会と、2018年平昌大会は不参加）。ベネズエラはこれまで夏季オリンピックでメダル19個を獲得しており、最も多くメダルを獲得した大会は2021年東京大会の4個であり、最も多くのメダルを獲得した五輪競技はボクシングの6個である。金メダルはボクシング・フェンシング・陸上競技各1個の計3個。なお、冬季オリンピックでのメダル獲得経験はない。
野球

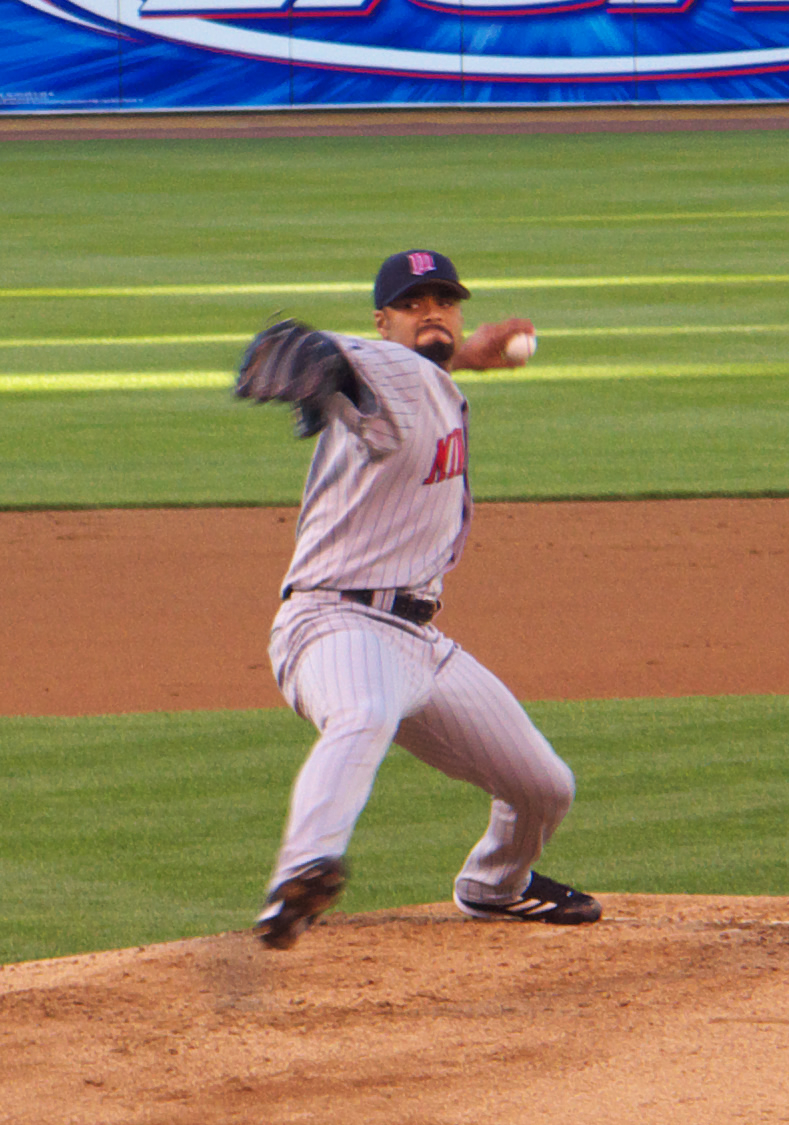
ヨハン・サンタナ

ベネズエラでは非常に野球が盛んであり、最も人気のスポーツとなっている。日本で活躍したボビー・マルカーノをはじめ、ロベルト・ペタジーニ、アレックス・カブレラ、アレックス・ラミレス、エルネスト・メヒア、ホセ・ロペス、ロベルト・スアレスらがお馴染みの存在である。中でも、ラミレスは現役引退後に横浜DeNAベイスターズの監督に就任しており、日本プロ野球において初のベネズエラ人監督となっている。また、米国外の選手としてはドミニカ共和国に次ぎ、2019年までに408人の選手がMLBでプレーした。
外国人監督として初めてワールドシリーズ優勝を果たしたシカゴ・ホワイトソックス元監督のオジー・ギーエンを始め、史上5人目のサイ・ヤング賞満票受賞2度を誇る最強左腕投手ヨハン・サンタナ、2006年ナリーグ最多勝の一人カルロス・ザンブラーノ、MLBの年間最多セーブ記録保持者でK-RODの愛称でも知られるフランシスコ・ロドリゲス、2012年のアリーグ打撃三冠王ミゲル・カブレラ、2010年のアリーグのサイヤング賞投手フェリックス・ヘルナンデスといった選手も輩出している。冬季には、国内で8球団からなるLVBPが開催される。このウィンターリーグには、アメリカや日本などでプレーしている選手が参加する。このリーグ戦で優勝したチームは、LVBP代表としてカリビアンシリーズに出場する。
WBCの参加国の1つであり、第1回大会では期待を集めながらも2次リーグで敗退した。第2回大会ではサンタナやザンブラーノといった投手陣の柱を欠きながらも、強力打線を武器に準決勝進出を果たした。第3回大会では、強豪のプエルトリコとドミニカ共和国らと同組だった1次ラウンドで敗退した。第4回大会では1次ラウンドは進出したが、2次ラウンドで敗退した。1940年代から1950年代にかけては、IBAFワールドカップで優勝3度を記録するなどキューバと並ぶアマチュアの強豪として君臨していたが、国内選手のMLB志向が強くなっていったため代表チームの低迷が続き、五輪には2021年東京大会まで結局一度も出場を果たせなかった。
サッカー

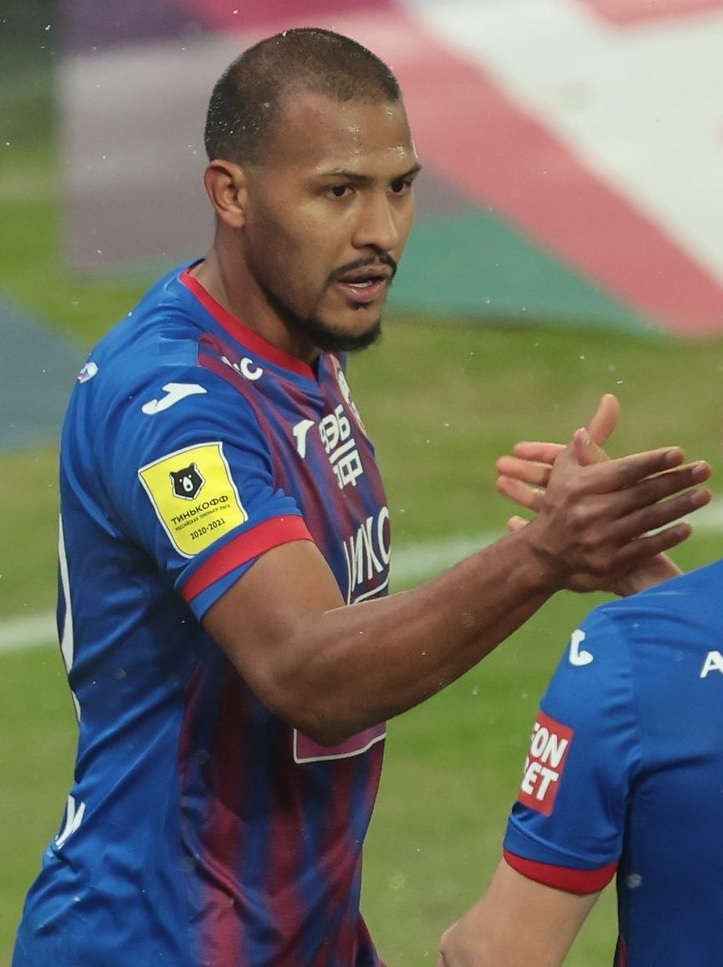
サロモン・ロンドン (2021年)

ベネズエラは南米諸国の中で唯一サッカーが最も盛んなスポーツではない国であったが、近年はサッカーの競技人口も徐々に増加傾向にある。それに伴って欧州主要リーグで活躍するベネズエラ人選手も増えており、著名なケースではRCDマジョルカやボルシアMGで活躍したフアン・アランゴを筆頭に、代表チームのエースであるサロモン・ロンドンや、2017年にユヴェントスに在籍していたトマス・リンコンなどが挙げられる。
ベネズエラサッカー連盟（FVF）によって構成されるサッカーベネズエラ代表は、南米サッカー連盟（CONMEBOL）所属の10ヶ国の中で唯一ワールドカップ本大会への出場経験がない。さらに南米選手権のコパ・アメリカでは、エクアドル代表とともに優勝経験のない2ヶ国となっているが、初の自国開催となった2007年大会でベスト8入りを果たすと、続く2011年大会ではベスト4に輝くなど、近年は南米選手権においては好成績を残している。国内のサッカーリーグとしては1921年にアマチュアリーグが創設され、1957年にプロリーグのプリメーラ・ディビシオンが開始された。主なクラブとしては、リーグ最多12度の優勝を数えるカラカスをはじめ、デポルティーボ・タチラやデポルティーボ・ペタレなどが存在する。
ボクシング

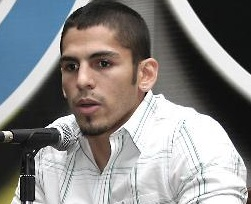
ホルヘ・リナレス

ベネズエラ国内ではボクシングも人気のスポーツであり、かつては最古の国際機構であるWBAの本部がベネズエラに置かれていた。4階級王者レオ・ガメス、27戦全KO勝ちを収めながら自殺した2階級制覇のエドウィン・バレロ、日本を拠点として3階級制覇を達成したホルヘ・リナレスなど、世界王者も多数輩出しているが近年は興行数も激減し低迷気味が続いている。さらに、2007年よりWBAの本部も前本部であるパナマへと戻っている。オリンピックでは金メダル1個を含む6個はボクシング競技で獲得したものであり、競技別では最多となっている。
バスケットボール

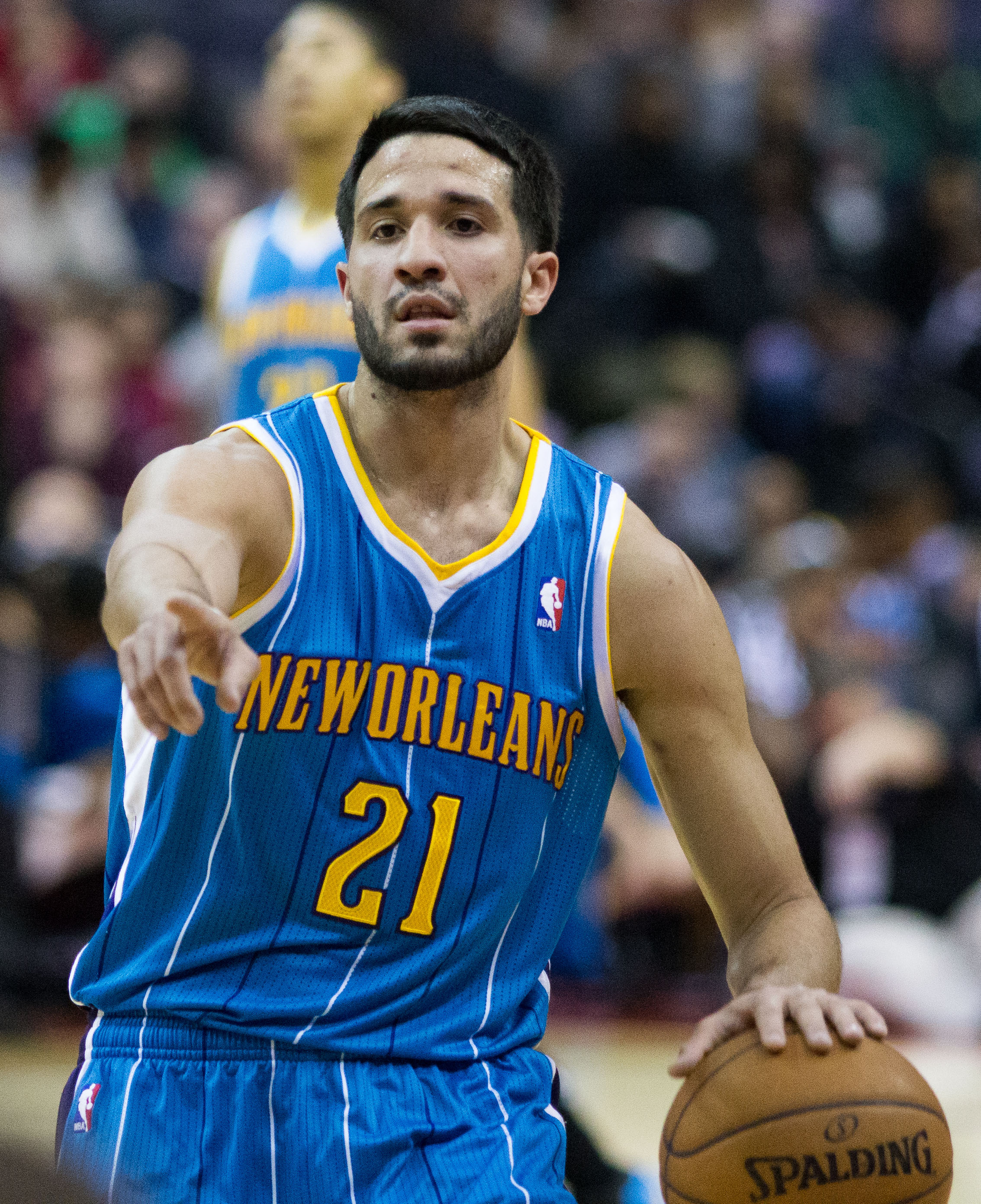
グレイビス・バスケス

ベネズエラではバスケットボールも盛んであり、ヒューストン・ロケッツでプレーしたオスカー・トーレスや、トロント・ラプターズなどでプレーしたグレイビス・バスケスらNBAプレイヤーも輩出しており、カール・ヘレラはベネズエラでプロデビューし、NBAやナショナルチームでも活躍していた。また、ハロルド・キーリングもアメリカ生まれながらベネズエラ代表に名を連ねていた。1974年にはプロリーグのLPBが発足されており、リーガ・スダメリカーナではココドリロス・デ・カラカスが2度ベスト4に進出しており、2016年にはグアロス・デ・ララが米大陸クラブ王者を決めるFIBAアメリカリーグで優勝、さらに欧州王者との対抗戦であるインターコンチネンタルカップでも優勝を果たした。
代表チームは1990年に世界選手権初出場を果たし、1991年には南米選手権初優勝、1992年にはアメリカ選手権準優勝を決めてバルセロナ五輪に出場。21世紀に入っても2002年・2006年と2大会連続で世界選手権に出場している。2012年ロンドン大会は世界最終予選まで進み自国開催した。2015年アメリカ選手権ではバスケスらを欠きNBAプレイヤー不在も、準決勝で主力にNBAプレイヤーを揃えたカナダを撃破すると、決勝でもアルゼンチンを下し初優勝とともに24年ぶり2度目の五輪への切符を掴んだ。また、日本との関係としては桜木ジェイアールが挙げられる。桜木はアメリカ出身で現在は日本国籍であるが、来日前にLPBのマリノス・デ・アンソアテギに在籍していた。2018年にはベネズエラ代表のグレゴリー・エチェニケが、Bリーグの島根スサノオマジックに加入し、翌年には広島ドラゴンフライズへと移籍した。
モータースポーツ
F1ドライバーのパストール・マルドナドは2011年にウィリアムズF1と契約し、同年の第3戦・中国グランプリで初完走している。2012年に第5戦となるスペイングランプリで初表彰台・初優勝を成し遂げた。他にF1ドライバーとしては、1960年のエットーレ・キメリが有名である。さらに二輪モータースポーツでは1990年代まで優秀なライダーを輩出しており、WGP250のチャンピオンのカルロス・ラバードや、同じくWGPで活躍しF1に転向したジョニー・チェコットなどが知られている。また、BMXではトップライダーのダニエル・デアーズが有名である。